# Lijst van spoorlijnen in Duitsland

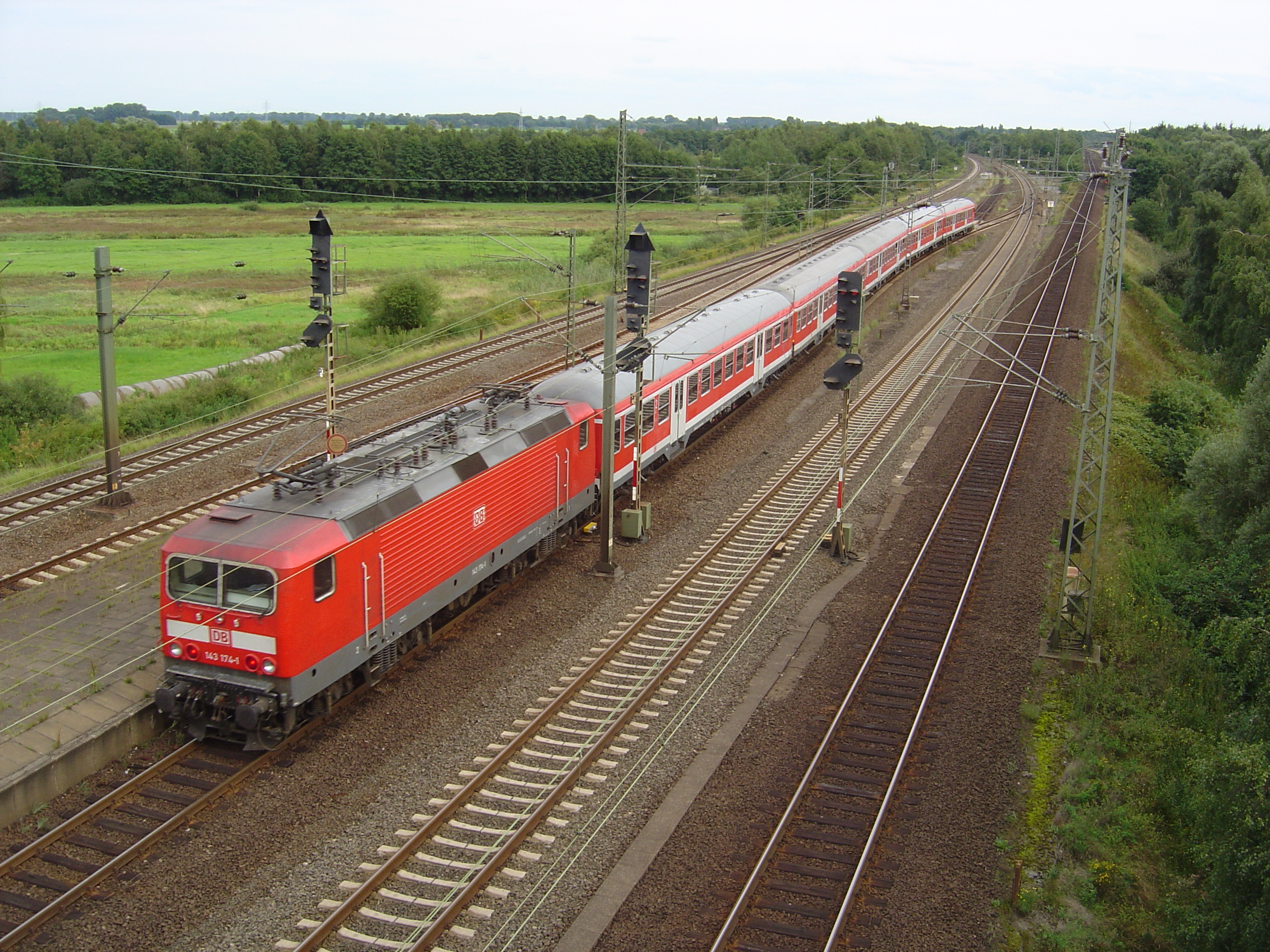

In Duitsland ligt in totaal ongeveer 34.000 kilometer aan spoorwegen. De Deutsche Bahn is de grootste vervoerder.
De spoorlijnen in Duitsland worden ingedeeld per baanvak met een DB-nummer, of met een KBS-nummer (Kursbuchstrecke, de nummers uit het Duitse spoorboekje).

## Verbindingen met Nederland
- Spoorlijn Aken - Maastricht
- Spoorlijn Almelo - Salzbergen
- Spoorlijn Dortmund - Glanerbeek
- Spoorlijn Enschede-Zuid - Ahaus (Zuiderspoor), opgeheven
- Spoorlijn Gennep - Goch, opgeheven; deel van de Spoorlijn Boxtel - Wesel
- Spoorlijn Gronau - Coevorden (Bentheimer Eisenbahn)
- Spoorlijn Haltern - Venlo, opgeheven
- Spoorlijn Ihrhove - Nieuweschans
- Spoorlijn Münster - Glanerbeek
- Spoorlijn Nijmegen - Kleef, opgeheven
- Spoorlijn Budel - Vlodrop (deel van de IJzeren Rijn, buiten gebruik)
- Spoorlijn Sittard - Herzogenrath (Duitse deel: DB 2543 Herzogenrath (Grens) - Herzogenrath)
- Spoorlijn Venlo - Viersen
- Spoorlijn Winterswijk - Bocholt (Bocholtse Baan), opgeheven
- Spoorlijn Winterswijk - Borken, opgeheven; deel van Spoorlijn Zutphen - Gelsenkirchen-Bismarck

## Verbindingen met België
- Montzenroute
- Spoorlijn 24 (DB 2552)
- Spoorlijn 24A (DB 2554)
- Spoorlijn 37 (DB 2600)
- Spoorlijn 48 (DB 2572)

## Tabel
In onderstaande tabel staan Duitse spoorlijnen gerangschikt op deelstaat en op DB-lijnnummer. Deze tabel is niet compleet!
| Lijnnummer | Deelstaat                 | Traject                                                                                    |
| ---------- | ------------------------- | ------------------------------------------------------------------------------------------ |
| DB 3443    | Baden-Württemberg         | Karlsruhe - Winden                                                                         |
| DB 3541    | Baden-Württemberg         | Mannheim - Frankfurt (Riedbahn)                                                            |
| DB 3570    | Baden-Württemberg         | Mannheim - Frankfurt (Riedbahn)                                                            |
| DB 3575    | Baden-Württemberg         | Mannheim - Frankfurt (Riedbahn)                                                            |
| DB 3601    | Baden-Württemberg         | Frankfurt - Heidelberg (Main-Neckar-Bahn)                                                  |
| DB 4000    | Baden-Württemberg         | Mannheim - Bazel (ook Rheintalbahn of Badische Hauptbahn) Bazel - Konstanz (Hochrheinbahn) |
| DB 4010    | Baden-Württemberg         | Mannheim - Frankfurt (Riedbahn)                                                            |
| DB 4011    | Baden-Württemberg         | Mannheim - Frankfurt (Riedbahn)                                                            |
| DB 4012    | Baden-Württemberg         | Mannheim - Frankfurt (Riedbahn)                                                            |
| DB 4120    | Baden-Württemberg         | Stuttgart - Würzburg                                                                       |
| DB 4240    | Baden-Württemberg         | Rastatt - Freudenstadt (Murgtalbahn)                                                       |
| DB 4241    | Baden-Württemberg         | Baden-Oos - Baden-Baden                                                                    |
| DB 4242    | Baden-Württemberg         | Haguenau - Rastatt                                                                         |
| DB 4250    | Baden-Württemberg         | Offenburg - Singen                                                                         |
| DB 4251    | Baden-Württemberg         | Hausach - Freudenstadt (Kinzigtalbahn)                                                     |
| DB 4260    | Baden-Württemberg         | Appenweier - Straatsburg                                                                   |
| DB 4261    | Baden-Württemberg         | Appenweier - Straatsburg                                                                   |
| DB 4262    | Baden-Württemberg         | Appenweier - Bad Griesbach (Renchtalbahn)                                                  |
| DB 4264    | Baden-Württemberg         | Lahr - Lahr Stadt                                                                          |
| DB 4300    | Baden-Württemberg         | Freiburg - Donaueschingen                                                                  |
| DB 4301    | Baden-Württemberg         | Titisee - Seebrugg                                                                         |
| DB 4310    | Baden-Württemberg         | Freiburg - Colmar                                                                          |
| DB 4311    | Baden-Württemberg         | Denzlingen - Elzach (Elztalbahn)                                                           |
| DB 4314    | Baden-Württemberg         | Mulhouse-Ville - Müllheim                                                                  |
| DB 4320    | Baden-Württemberg         | Etzwilen - Singen                                                                          |
| DB 4330    | Baden-Württemberg         | Radolfzell - Mengen                                                                        |
| DB 4331    | Baden-Württemberg         | Radolfzell - Lindau                                                                        |
| DB 4400    | Baden-Württemberg         | Bazel - Zell im Wiesental (Wiesentalbahn)                                                  |
| DB 4401    | Baden-Württemberg         | Schopfheim - Bad Sächingen (Wehratalbahn)                                                  |
| DB 4410    | Baden-Württemberg         | Weil am Rhein - Lörrach (Gartenbahn)                                                       |
| DB 4423    | Baden-Württemberg         | Weil am Rhein - Saint-Louis                                                                |
| DB 4500    | Baden-Württemberg         | Ulm - Friedrichshafen (ook Südbahn of Schwäbische Eisenbahn)                               |
| DB 4530    | Baden-Württemberg         | Radolfzell - Lindau                                                                        |
| DB 4540    | Baden-Württemberg         | Ulm - Donaueschingen (ook Donautalbahn of Donaubahn)                                       |
| DB 4550    | Baden-Württemberg         | Aulendorf - Hergatz (Württembergische Allgäubahn)                                          |
| DB 4560    | Baden-Württemberg         | Aulendorf - Hergatz (Württembergische Allgäubahn)                                          |
| DB 4600    | Baden-Württemberg         | Stuttgart - Singen                                                                         |
| DB 4630    | Baden-Württemberg         | Ulm - Donaueschingen (ook Donautalbahn of Donaubahn)                                       |
| DB 4660    | Baden-Württemberg         | Ulm - Donaueschingen (ook Donautalbahn of Donaubahn)                                       |
| DB 4661    | Baden-Württemberg         | Stuttgart - Singen                                                                         |
| DB 4700    | Baden-Württemberg         | Stuttgart - Ulm (ook Filstalbahn of Württembergische Ostbahn)                              |
| DB 4701    | Baden-Württemberg         | Stuttgart - Ulm (ook Filstalbahn of Württembergische Ostbahn)                              |
| DB 4800    | Baden-Württemberg         | Stuttgart - Würzburg                                                                       |
| DB 4810    | Baden-Württemberg         | Stuttgart-Zuffenhausen - Calw (ook Schwarzwaldbahn of Württembergische Schwarzwaldbahn)    |
| DB 4860    | Baden-Württemberg         | Stuttgart - Singen                                                                         |
| DB 4861    | Baden-Württemberg         | Citytunnel Stuttgart                                                                       |
| DB 4880    | Baden-Württemberg         | Hausach - Freudenstadt (Kinzigtalbahn)                                                     |
| DB 4900    | Baden-Württemberg         | Stuttgart - Würzburg                                                                       |
| DB 5302    | Baden-Württemberg         | München - Ulm                                                                              |
| DB 5321    | Baden-Württemberg         | Stuttgart - Würzburg                                                                       |
| DB 5381    | Baden-Württemberg         | Mering - Weilheim (Donautalbahn)                                                           |
| DB 5400    | Baden-Württemberg         | Ulm - Oberstdorf (Illertalbahn)                                                            |
| DB 5402    | Baden-Württemberg         | Ulm - Oberstdorf (Illertalbahn)                                                            |
| DB 1733    | Beieren                   | Hannover - Würzburg                                                                        |
| DB 1774    | Beieren                   | Hannover - Würzburg                                                                        |
| DB 1816    | Beieren                   | Hannover - Würzburg                                                                        |
| DB 1817    | Beieren                   | Hannover - Würzburg                                                                        |
| DB 3530    | Beieren                   | Wiesbaden - Aschaffenburg (ook Ludwigsbahn of Rhein-Main-Bahn)                             |
| DB 3660    | Beieren                   | Frankfurt Süd - Hanau Würzburg - Hanau (Main-Spessart-Bahn)                                |
| DB 3825    | Beieren                   | Flieden - Gemünden (Fulda-Main-Bahn)                                                       |
| DB 4120    | Beieren                   | Stuttgart - Würzburg                                                                       |
| DB 4800    | Beieren                   | Stuttgart - Würzburg                                                                       |
| DB 4900    | Beieren                   | Stuttgart - Würzburg                                                                       |
| DB 5010    | Beieren                   | Hochstadt-Marktzeuln - Saalfeld                                                            |
| DB 5050    | Beieren                   | Regensburg - Hof                                                                           |
| DB 5100    | Beieren                   | Bamberg - Hof                                                                              |
| DB 5200    | Beieren                   | Würzburg - Hanau (Main-Spessart-Bahn)                                                      |
| DB 5302    | Beieren                   | München - Ulm                                                                              |
| DB 5304    | Beieren                   | Augsburg - Buchloe                                                                         |
| DB 5321    | Beieren                   | Stuttgart - Würzburg                                                                       |
| DB 5362    | Beieren                   | München - Lindau                                                                           |
| DB 5363    | Beieren                   | Augsburg - Landsberg (Lechfeldbahn)                                                        |
| DB 5364    | Beieren                   | Augsburg - Landsberg (Lechfeldbahn)                                                        |
| DB 5365    | Beieren                   | Landsberg - Schongau (Fuchstalbahn)                                                        |
| DB 5370    | Beieren                   | Mering - Weilheim (Ammerseebahn)                                                           |
| DB 5381    | Beieren                   | Mering - Weilheim (Donautalbahn)                                                           |
| DB 5400    | Beieren                   | Ulm - Oberstdorf (Illertalbahn)                                                            |
| DB 5402    | Beieren                   | Ulm - Oberstdorf (Illertalbahn)                                                            |
| DB 5403    | Beieren                   | Garmisch-Partenkirchen - Kempten (Außerfernspoorlijn)                                      |
| DB 5420    | Beieren                   | Lindau - Bludenz                                                                           |
| DB 5443    | Beieren                   | Kaufbeuren - Schongau (Sachsenrieder Bahn)                                                 |
| DB 5444    | Beieren                   | Weilheim - Schongau (Pfaffenwinkelbahn)                                                    |
| DB 5450    | Beieren                   | Weilheim - Schongau (Pfaffenwinkelbahn)                                                    |
| DB 5451    | Beieren                   | Murnau - Oberammergau (ook Ammertalbahn of Ammergaubahn)                                   |
| DB 5452    | Beieren                   | Garmisch-Partenkirchen - Kempten (Außerfernspoorlijn)                                      |
| DB 5520    | Beieren                   | München - Lindau                                                                           |
| DB 5860    | Beieren                   | Regensburg - Hof                                                                           |
| DB 6362    | Beieren                   | Leipzig - Hof                                                                              |
| DB 1140    | Berlijn                   | Berlijn - Hamburg                                                                          |
| DB 1245    | Berlijn                   | Berlijn - Hamburg                                                                          |
| DB 1291    | Berlijn                   | Berlijn - Hamburg                                                                          |
| DB 1950    | Berlijn                   | Berlijn - Lehrte                                                                           |
| DB 1951    | Berlijn                   | Berlijn - Lehrte                                                                           |
| DB 6001    | Berlijn                   | Stadtbahn (Berlijn)                                                                        |
| DB 6002    | Berlijn                   | Berlijn - Szczecin                                                                         |
| DB 6009    | Berlijn                   | Berliner Außenring                                                                         |
| DB 6011    | Berlijn                   | Berliner Außenring                                                                         |
| DB 6012    | Berlijn                   | Berliner Außenring                                                                         |
| DB 6024    | Berlijn                   | Stadtbahn                                                                                  |
| DB 6030    | Berlijn                   | Berlijn - Stralsund                                                                        |
| DB 6067    | Berlijn                   | Berliner Außenring                                                                         |
| DB 6068    | Berlijn                   | Berliner Außenring                                                                         |
| DB 6080    | Berlijn                   | Berliner Außenring                                                                         |
| DB 6087    | Berlijn                   | Berliner Außenring                                                                         |
| DB 6088    | Berlijn                   | Berlijn - Stralsund                                                                        |
| DB 6097    | Berlijn                   | Berlijn - Hamburg                                                                          |
| DB 6098    | Berlijn                   | Berlijn - Hamburg                                                                          |
| DB 6099    | Berlijn                   | Berlijn - Hamburg                                                                          |
| DB 6100    | Berlijn                   | Berlijn - Hamburg                                                                          |
| DB 6101    | Berlijn                   | Berlijn - Hamburg                                                                          |
| DB 6102    | Berlijn                   | Berlijn - Lehrte                                                                           |
| DB 6103    | Berlijn                   | Berlijn - Lehrte                                                                           |
| DB 6104    | Berlijn                   | Berlijn - Lehrte                                                                           |
| DB 6106    | Berlijn                   | Berlijn - Hamburg                                                                          |
| DB 6107    | Berlijn                   | Berlijn - Lehrte                                                                           |
| DB 6108    | Berlijn                   | Berlijn - Lehrte                                                                           |
| DB 6109    | Berlijn                   | Stadtbahn                                                                                  |
| DB 6110    | Berlijn                   | Potsdam - Eilsleben                                                                        |
| DB 6116    | Berlijn                   | Berliner Außenring                                                                         |
| DB 6118    | Berlijn                   | Berlijn - Blankenheim                                                                      |
| DB 6126    | Berlijn                   | Berliner Außenring                                                                         |
| DB 6132    | Berlijn                   | Berlijn - Halle                                                                            |
| DB 6134    | Berlijn                   | Berlin-Wedding - Berlin Südkreuz                                                           |
| DB 6135    | Berlijn                   | Berlijn - Dresden                                                                          |
| DB 6142    | Berlijn                   | Berlijn - Görlitz                                                                          |
| DB 6153    | Berlijn                   | Berlijn - Guben                                                                            |
| DB 6171    | Berlijn                   | Berlin-Wedding - Berlin Südkreuz                                                           |
| DB 6177    | Berlijn                   | Potsdam - Eilsleben                                                                        |
| DB 6185    | Berlijn                   | Berlijn - Oebisfelde                                                                       |
| DB 6248    | Berlijn                   | Berlijn - Dresden                                                                          |
| DB 6328    | Berlijn                   | Berlijn - Szczecin                                                                         |
| DB 6399    | Berlijn                   | Berlijn - Lehrte                                                                           |
| DB 6427    | Berlijn                   | Berlijn - Oebisfelde                                                                       |
| DB 6428    | Berlijn                   | Berlijn - Oebisfelde                                                                       |
| DB 6500    | Berlijn                   | Groß Schönebeck - Berlijn-Wilhelmsruh                                                      |
| DB 6501    | Berlijn                   | Groß Schönebeck - Berlijn-Wilhelmsruh                                                      |
| DB 6502    | Berlijn                   | Groß Schönebeck - Berlijn-Wilhelmsruh                                                      |
| DB 6503    | Berlijn                   | Groß Schönebeck - Berlijn-Wilhelmsruh                                                      |
|            | Berlijn                   | Kanonenbahn                                                                                |
| DB 1140    | Brandenburg               | Berlijn - Hamburg                                                                          |
| DB 1151    | Brandenburg               | Wittenberge - Jesteburg                                                                    |
| DB 1245    | Brandenburg               | Berlijn - Hamburg                                                                          |
| DB 1291    | Brandenburg               | Berlijn - Hamburg                                                                          |
| DB 1950    | Brandenburg               | Berlijn - Lehrte                                                                           |
| DB 1951    | Brandenburg               | Berlijn - Lehrte                                                                           |
| DB 6002    | Brandenburg               | Berlijn - Szczecin                                                                         |
| DB 6009    | Brandenburg               | Berliner Außenring                                                                         |
| DB 6011    | Brandenburg               | Berliner Außenring                                                                         |
| DB 6012    | Brandenburg               | Berliner Außenring                                                                         |
| DB 6030    | Brandenburg               | Berlijn - Stralsund                                                                        |
| DB 6067    | Brandenburg               | Berliner Außenring                                                                         |
| DB 6068    | Brandenburg               | Berliner Außenring                                                                         |
| DB 6080    | Brandenburg               | Berliner Außenring                                                                         |
| DB 6087    | Brandenburg               | Berliner Außenring                                                                         |
| DB 6088    | Brandenburg               | Berlijn - Stralsund                                                                        |
| DB 6097    | Brandenburg               | Berlijn - Hamburg                                                                          |
| DB 6098    | Brandenburg               | Berlijn - Hamburg                                                                          |
| DB 6099    | Brandenburg               | Berlijn - Hamburg                                                                          |
| DB 6100    | Brandenburg               | Berlijn - Hamburg                                                                          |
| DB 6101    | Brandenburg               | Berlijn - Hamburg                                                                          |
| DB 6102    | Brandenburg               | Berlijn - Lehrte                                                                           |
| DB 6103    | Brandenburg               | Berlijn - Lehrte                                                                           |
| DB 6104    | Brandenburg               | Berlijn - Lehrte                                                                           |
| DB 6105    | Brandenburg               | Oranienburg - Jüterbog                                                                     |
| DB 6106    | Brandenburg               | Berlijn - Hamburg                                                                          |
| DB 6107    | Brandenburg               | Berlijn - Lehrte                                                                           |
| DB 6108    | Brandenburg               | Berlijn - Lehrte                                                                           |
| DB 6110    | Brandenburg               | Potsdam - Eilsleben                                                                        |
| DB 6115    | Brandenburg               | Oranienburg - Jüterbog                                                                     |
| DB 6116    | Brandenburg               | Berliner Außenring                                                                         |
| DB 6118    | Brandenburg               | Berlijn - Blankenheim                                                                      |
| DB 6126    | Brandenburg               | Berliner Außenring                                                                         |
| DB 6132    | Brandenburg               | Berlijn - Halle                                                                            |
| DB 6135    | Brandenburg               | Berlijn - Dresden                                                                          |
| DB 6142    | Brandenburg               | Berlijn - Görlitz                                                                          |
| DB 6153    | Brandenburg               | Berlijn - Guben                                                                            |
| DB 6177    | Brandenburg               | Potsdam - Eilsleben                                                                        |
| DB 6185    | Brandenburg               | Berlijn - Oebisfelde                                                                       |
| DB 6207    | Brandenburg               | Węgliniec - Roßlau                                                                         |
| DB 6248    | Brandenburg               | Berlijn - Dresden                                                                          |
| DB 6328    | Brandenburg               | Berlijn - Szczecin                                                                         |
| DB 6399    | Brandenburg               | Berlijn - Lehrte                                                                           |
| DB 6401    | Brandenburg               | Stendal - Wittenberge                                                                      |
| DB 6427    | Brandenburg               | Berlijn - Oebisfelde                                                                       |
| DB 6428    | Brandenburg               | Berlijn - Oebisfelde                                                                       |
| DB 6500    | Brandenburg               | Groß Schönebeck - Berlijn-Wilhelmsruh                                                      |
| DB 6501    | Brandenburg               | Groß Schönebeck - Berlijn-Wilhelmsruh                                                      |
| DB 6502    | Brandenburg               | Groß Schönebeck - Berlijn-Wilhelmsruh                                                      |
| DB 6503    | Brandenburg               | Groß Schönebeck - Berlijn-Wilhelmsruh                                                      |
|            | Brandenburg               | Kanonenbahn                                                                                |
| DB 6505    | Brandenburg               | Oranienburg - Jüterbog                                                                     |
| DB 1250    | Bremen                    | Wanne-Eickel - Hamburg                                                                     |
| DB 1257    | Bremen                    | Wanne-Eickel - Hamburg                                                                     |
| DB 1259    | Bremen                    | Wanne-Eickel - Hamburg                                                                     |
| DB 1283    | Bremen                    | Wanne-Eickel - Hamburg                                                                     |
| DB 1292    | Bremen                    | Wanne-Eickel - Hamburg                                                                     |
| DB 1300    | Bremen                    | Bremerhaven-Wulsdorf - Buchholz                                                            |
| DB 1301    | Bremen                    | Wunstorf - Bremerhaven                                                                     |
| DB 1302    | Bremen                    | Bremerhaven-Wulsdorf - Buchholz                                                            |
| DB 1303    | Bremen                    | Wunstorf - Bremerhaven                                                                     |
| DB 1304    | Bremen                    | Bremerhaven-Wulsdorf - Buchholz                                                            |
| DB 1306    | Bremen                    | Wunstorf - Bremerhaven                                                                     |
| DB 1310    | Bremen                    | Bremerhaven - Cuxhaven                                                                     |
| DB 1311    | Bremen                    | Bremerhaven - Bederkesa                                                                    |
| DB 1312    | Bremen                    | Wunstorf - Bremerhaven                                                                     |
| DB 1314    | Bremen                    | Wunstorf - Bremerhaven                                                                     |
| DB 1400    | Bremen                    | Wunstorf - Bremerhaven                                                                     |
| DB 1401    | Bremen                    | Wunstorf - Bremerhaven                                                                     |
| DB 1402    | Bremen                    | Wanne-Eickel - Hamburg                                                                     |
| DB 1403    | Bremen                    | Wunstorf - Bremerhaven                                                                     |
| DB 1404    | Bremen                    | aansluiting Gabelung - Sagehorn                                                            |
| DB 1410    | Bremen                    | Wunstorf - Bremerhaven                                                                     |
| DB 1411    | Bremen                    | Wunstorf - Bremerhaven                                                                     |
| DB 1412    | Bremen                    | Wunstorf - Bremerhaven                                                                     |
| DB 1413    | Bremen                    | Oldenburg - Bremen                                                                         |
| DB 1414    | Bremen                    | Oldenburg - Bremen                                                                         |
| DB 1415    | Bremen                    | Oldenburg - Bremen                                                                         |
| DB 1420    | Bremen                    | Wunstorf - Bremerhaven                                                                     |
| DB 1421    | Bremen                    | Wunstorf - Bremerhaven                                                                     |
| DB 1422    | Bremen                    | Wunstorf - Bremerhaven                                                                     |
| DB 1423    | Bremen                    | Bremen-Burg - Bremen-Vegesack                                                              |
| DB 1424    | Bremen                    | Wunstorf - Bremerhaven                                                                     |
| DB 1500    | Bremen                    | Oldenburg - Bremen                                                                         |
| DB 1601    | Bremen                    | Wanne-Eickel - Hamburg                                                                     |
| DB 1602    | Bremen                    | Wanne-Eickel - Hamburg                                                                     |
| DB 1740    | Bremen                    | Wunstorf - Bremerhaven                                                                     |
| DB 2001    | Bremen                    | Wanne-Eickel - Hamburg                                                                     |
| DB 2200    | Bremen                    | Wanne-Eickel - Hamburg                                                                     |
| DB 2201    | Bremen                    | Wanne-Eickel - Hamburg                                                                     |
| DB 2207    | Bremen                    | Wanne-Eickel - Hamburg                                                                     |
| DB 9130    | Bremen                    | Wunstorf - Bremerhaven                                                                     |
| DB 9131    | Bremen                    | Wunstorf - Bremerhaven                                                                     |
| DB 9133    | Bremen                    | Wunstorf - Bremerhaven                                                                     |
| DB 9134    | Bremen                    | Wunstorf - Bremerhaven                                                                     |
| DB 9144    | Bremen                    | Bremen - Thedinghausen                                                                     |
| DB 9145    | Bremen                    | Bremen-Farge - Bremen-Vegesack                                                             |
| DB 9146    | Bremen                    | Bremen Inlandshafen DB Grenze - Bremen Inlandshafen                                        |
| DB 9147    | Bremen                    | Bremen Inlandshafen - Bremen Hauptbahnhof                                                  |
| DB 9149    | Bremen                    | Bremen-Grolland - Bremen Neustädter Hafen                                                  |
|            | Bremen                    | Bremen-Farge - Bremerhaven-Wulsdorf Süd (Niederweserbahn, gesloten in 1964)                |
| DB 1030    | Hamburg                   | Hamburg-Altona - Kiel                                                                      |
| DB 1031    | Hamburg                   | Hamburg-Altona - Kiel                                                                      |
| DB 1032    | Hamburg                   | Hamburg-Altona - Kiel                                                                      |
| DB 1033    | Hamburg                   | Hamburg-Altona - Kiel                                                                      |
| DB 1120    | Hamburg                   | Lübeck - Hamburg                                                                           |
| DB 1140    | Hamburg                   | Berlijn - Hamburg                                                                          |
| DB 1153    | Hamburg                   | Lehrte - Cuxhaven                                                                          |
| DB 1220    | Hamburg                   | Hamburg-Altona - Kiel                                                                      |
| DB 1222    | Hamburg                   | Hamburg-Altona Kai - Hamburg-Altona                                                        |
| DB 1223    | Hamburg                   | Hamburg-Altona Kai - Hamburg-Altona                                                        |
| DB 1224    | Hamburg                   | Hamburg-Altona - Hamburg-Blankenese                                                        |
| DB 1225    | Hamburg                   | Hamburg Holstenstraße - Pinneberg                                                          |
| DB 1226    | Hamburg                   | Hamburg-Blankenese - Wedel                                                                 |
| DB 1230    | Hamburg                   | Hamburg-Altona - Kiel                                                                      |
| DB 1231    | Hamburg                   | Hamburg-Altona - Kiel                                                                      |
| DB 1232    | Hamburg                   | Hamburg-Altona - Kiel                                                                      |
| DB 1233    | Hamburg                   | Hamburg-Altona - Kiel                                                                      |
| DB 1234    | Hamburg                   | Hamburg-Eidelstedt - aansluiting Rothenburgsort                                            |
| DB 1239    | Hamburg                   | Hamburg-Ohlsdorf - Hamburg Airport                                                         |
| DB 1240    | Hamburg                   | Hamburg Hauptbahnhof - Hamburg-Altona                                                      |
| DB 1241    | Hamburg                   | Hamburg Hauptbahnhof - Hamburg-Poppenbüttel                                                |
| DB 1242    | Hamburg                   | Lübeck - Hamburg                                                                           |
| DB 1243    | Hamburg                   | Hamburg Hauptbahnhof - Hamburg-Poppenbüttel                                                |
| DB 1244    | Hamburg                   | Hamburg Hauptbahnhof - Aumühle                                                             |
| DB 1245    | Hamburg                   | Berlijn - Hamburg                                                                          |
| DB 1246    | Hamburg                   | Buchholz - aansluiting Allermöhe                                                           |
| DB 1247    | Hamburg                   | Hamburg-Ohlsdorf - Hamburg-Ochsenzoll                                                      |
| DB 1248    | Hamburg                   | Hamburg Kai rechts - Hamburg Süd                                                           |
| DB 1250    | Hamburg                   | Wanne-Eickel - Hamburg                                                                     |
| DB 1251    | Hamburg                   | Hamburg-Waltershof - Hamburg-Finkenwerder                                                  |
| DB 1252    | Hamburg                   | aansluiting Unterelbe - Hamburg Unterelbe Seehafen                                         |
| DB 1253    | Hamburg                   | aansluiting Süderelbbrücke - Hamburg-Waltershof                                            |
| DB 1254    | Hamburg                   | Hamburg-Wilhelmsburg - Hamburg Hohe Schaar                                                 |
| DB 1255    | Hamburg                   | Maschen - Hamburg Süd                                                                      |
| DB 1256    | Hamburg                   | Maschen - Hamburg Süd                                                                      |
| DB 1257    | Hamburg                   | Wanne-Eickel - Hamburg                                                                     |
| DB 1258    | Hamburg                   | aansluiting Unterelbe - Hamburg Unterelbe Seehafen                                         |
| DB 1259    | Hamburg                   | Wanne-Eickel - Hamburg                                                                     |
| DB 1261    | Hamburg                   | Lehrte - Cuxhaven                                                                          |
| DB 1264    | Hamburg                   | Lehrte - Cuxhaven                                                                          |
| DB 1265    | Hamburg                   | Lehrte - Cuxhaven                                                                          |
| DB 1268    | Hamburg                   | Lehrte - Cuxhaven                                                                          |
| DB 1270    | Hamburg                   | Hamburg Hauptbahnhof - Hamburg Diebsteich                                                  |
| DB 1271    | Hamburg                   | Hamburg Hauptbahnhof - Hamburg-Neugraben                                                   |
| DB 1280    | Hamburg                   | Buchholz - aansluiting Allermöhe                                                           |
| DB 1281    | Hamburg                   | Lehrte - Cuxhaven                                                                          |
| DB 1283    | Hamburg                   | Wanne-Eickel - Hamburg                                                                     |
| DB 1284    | Hamburg                   | Lehrte - Cuxhaven                                                                          |
| DB 1290    | Hamburg                   | Hamburg-Wilhelmsburg - Peute                                                               |
| DB 1291    | Hamburg                   | Berlijn - Hamburg                                                                          |
| DB 1292    | Hamburg                   | Wanne-Eickel - Hamburg                                                                     |
| DB 1402    | Hamburg                   | Wanne-Eickel - Hamburg                                                                     |
| DB 1601    | Hamburg                   | Wanne-Eickel - Hamburg                                                                     |
| DB 1602    | Hamburg                   | Wanne-Eickel - Hamburg                                                                     |
| DB 1720    | Hamburg                   | Lehrte - Cuxhaven                                                                          |
| DB 2001    | Hamburg                   | Wanne-Eickel - Hamburg                                                                     |
| DB 2200    | Hamburg                   | Wanne-Eickel - Hamburg                                                                     |
| DB 2201    | Hamburg                   | Wanne-Eickel - Hamburg                                                                     |
| DB 2207    | Hamburg                   | Wanne-Eickel - Hamburg                                                                     |
| DB 6097    | Hamburg                   | Berlijn - Hamburg                                                                          |
| DB 6098    | Hamburg                   | Berlijn - Hamburg                                                                          |
| DB 6099    | Hamburg                   | Berlijn - Hamburg                                                                          |
| DB 6100    | Hamburg                   | Berlijn - Hamburg                                                                          |
| DB 6101    | Hamburg                   | Berlijn - Hamburg                                                                          |
| DB 6106    | Hamburg                   | Berlijn - Hamburg                                                                          |
| DB 37      | Hessen                    | Aken - Kassel                                                                              |
| DB 1732    | Hessen                    | Hannover - Kassel                                                                          |
| DB 1733    | Hessen                    | Hannover - Würzburg                                                                        |
| DB 1753    | Hessen                    | Hannover - Kassel                                                                          |
| DB 1754    | Hessen                    | Hannover - Kassel                                                                          |
| DB 1755    | Hessen                    | Hannover - Kassel                                                                          |
| DB 1756    | Hessen                    | Hannover - Kassel                                                                          |
| DB 1771    | Hessen                    | Hannover - Kassel                                                                          |
| DB 1774    | Hessen                    | Hannover - Würzburg                                                                        |
| DB 1800    | Hessen                    | Frankfurt - Göttingen                                                                      |
| DB 1801    | Hessen                    | Göttingen - Bodenfelde                                                                     |
| DB 1803    | Hessen                    | Hannover - Kassel                                                                          |
| DB 1804    | Hessen                    | Frankfurt - Göttingen                                                                      |
| DB 1816    | Hessen                    | Hannover - Würzburg                                                                        |
| DB 1817    | Hessen                    | Hannover - Würzburg                                                                        |
| DB 2412    | Hessen                    | Aken - Kassel                                                                              |
| DB 2522    | Hessen                    | Aken - Kassel                                                                              |
| DB 2523    | Hessen                    | Aken - Kassel                                                                              |
| DB 2525    | Hessen                    | Aken - Kassel                                                                              |
| DB 2533    | Hessen                    | Aken - Kassel                                                                              |
| DB 2550    | Hessen                    | Aken - Kassel                                                                              |
| DB 2551    | Hessen                    | Aken - Kassel                                                                              |
| DB 2621    | Hessen                    | Keulen - Gießen                                                                            |
| DB 2651    | Hessen                    | Keulen - Gießen                                                                            |
| DB 2690    | Hessen                    | Keulen - Frankfurt (hogesnelheidslijn)                                                     |
| DB 2701    | Hessen                    | Aken - Kassel                                                                              |
| DB 2725    | Hessen                    | Aken - Kassel                                                                              |
| DB 2726    | Hessen                    | Aken - Kassel                                                                              |
| DB 2731    | Hessen                    | Aken - Kassel                                                                              |
| DB 2732    | Hessen                    | Aken - Kassel                                                                              |
| DB 2733    | Hessen                    | Aken - Kassel                                                                              |
| DB 2800    | Hessen                    | Hagen - Haiger                                                                             |
| DB 2811    | Hessen                    | Aken - Kassel                                                                              |
| DB 2812    | Hessen                    | Aken - Kassel                                                                              |
| DB 2843    | Hessen                    | Aken - Kassel                                                                              |
| DB 2844    | Hessen                    | Hagen - Haiger                                                                             |
| DB 2854    | Hessen                    | aansluiting Nuttlar - Frankenberg                                                          |
| DB 2870    | Hessen                    | Kreuztal - Cölbe                                                                           |
| DB 2972    | Hessen                    | Warburg - Sarnau                                                                           |
| DB 2975    | Hessen                    | Ottbergen - Northeim                                                                       |
| DB 3500    | Hessen                    | Wiesbaden - Diez                                                                           |
| DB 3504    | Hessen                    | Wiesbaden - Diez                                                                           |
| DB 3507    | Hessen                    | Wiesbaden Ost - Niederlahnstein                                                            |
| DB 3514    | Hessen                    | Rüdesheim - aansluiting Sarmsheim                                                          |
| DB 3520    | Hessen                    | Mainz - Frankfurt (Mainbahn)                                                               |
| DB 3530    | Hessen                    | Wiesbaden - Aschaffenburg (ook Ludwigsbahn of Rhein-Main-Bahn)                             |
| DB 3541    | Hessen                    | Mannheim - Frankfurt (Riedbahn)                                                            |
| DB 3570    | Hessen                    | Mannheim - Frankfurt (Riedbahn)                                                            |
| DB 3575    | Hessen                    | Mannheim - Frankfurt (Riedbahn)                                                            |
| DB 3600    | Hessen                    | Frankfurt - Göttingen                                                                      |
| DB 3601    | Hessen                    | Frankfurt - Heidelberg (Main-Neckar-Bahn)                                                  |
| DB 3603    | Hessen                    | Frankfurt - Wiesbaden (Taunus-Eisenbahn)                                                   |
| DB 3610    | Hessen                    | Frankfurt - Limburg (ook Main-Lahn-Bahn of Limburger Bahn)                                 |
| DB 3611    | Hessen                    | Frankfurt - Friedrichsdorf (Homburger Bahn) Friedberg - Friedrichsdorf                     |
| DB 3615    | Hessen                    | Frankfurt-Rödelheim - Kronberg (Kronberger Bahn)                                           |
| DB 3627    | Hessen                    | Keulen - Frankfurt                                                                         |
| DB 3640    | Hessen                    | Bad Soden - Frankfurt-Höchst (Sodener Bahn)                                                |
| DB 3641    | Hessen                    | Bad Soden - Niederhöchstadt (Limesbahn)                                                    |
| DB 3673    | Hessen                    | Frankfurt - Göttingen                                                                      |
| DB 3677    | Hessen                    | Frankfurt - Göttingen                                                                      |
| DB 3681    | Hessen                    | Frankfurt Hauptbahnhof - Frankfurt Süd (Citytunnel Frankfurt)                              |
| DB 3682    | Hessen                    | Frankfurt Hauptbahnhof - Frankfurt Süd (Citytunnel Frankfurt)                              |
| DB 3683    | Hessen                    | Mainz - Frankfurt (Mainbahn)                                                               |
| DB 3700    | Hessen                    | Gießen - Fulda (Vogelsbergbahn)                                                            |
| DB 3702    | Hessen                    | Keulen - Gießen                                                                            |
| DB 3706    | Hessen                    | Lollar - Wetzlar (onderdeel van de Kanonenbahn)                                            |
| DB 3710    | Hessen                    | Wetzlar - Koblenz (Lahntalbahn)                                                            |
| DB 3746    | Hessen                    | Grävenwiesbach - Albshausen (ook Solmsbachtalbahn of Solmstalbahn)                         |
| DB 3801    | Hessen                    | Frankfurt - Göttingen                                                                      |
| DB 3802    | Hessen                    | Frankfurt - Göttingen                                                                      |
| DB 3804    | Hessen                    | Frankfurt - Göttingen                                                                      |
| DB 3807    | Hessen                    | Frankfurt - Göttingen                                                                      |
| DB 3809    | Hessen                    | Frankfurt - Göttingen                                                                      |
| DB 3822    | Hessen                    | Frankfurt - Göttingen                                                                      |
| DB 3823    | Hessen                    | Frankfurt - Göttingen                                                                      |
| DB 3825    | Hessen                    | Flieden - Gemünden (Fulda-Main-Bahn)                                                       |
| DB 3826    | Hessen                    | Frankfurt - Göttingen                                                                      |
| DB 3827    | Hessen                    | Frankfurt - Göttingen                                                                      |
| DB 3900    | Hessen                    | Kassel - Frankfurt (Main-Weser-Bahn)                                                       |
| DB 3902    | Hessen                    | Aken - Kassel                                                                              |
| DB 3910    | Hessen                    | Hannover - Kassel                                                                          |
| DB 3911    | Hessen                    | Aken - Kassel                                                                              |
| DB 3912    | Hessen                    | Hannover - Kassel                                                                          |
| DB 3914    | Hessen                    | Aken - Kassel                                                                              |
| DB 3915    | Hessen                    | Hannover - Kassel                                                                          |
| DB 3918    | Hessen                    | Hannover - Kassel                                                                          |
| DB 3925    | Hessen                    | Aken - Kassel                                                                              |
| DB 3926    | Hessen                    | Hannover - Kassel                                                                          |
| DB 3936    | Hessen                    | Frankfurt - Göttingen                                                                      |
| DB 4010    | Hessen                    | Mannheim - Frankfurt (Riedbahn)                                                            |
| DB 4011    | Hessen                    | Mannheim - Frankfurt (Riedbahn)                                                            |
| DB 4012    | Hessen                    | Mannheim - Frankfurt (Riedbahn)                                                            |
| DB 5200    | Hessen                    | Würzburg - Hanau (Main-Spessart-Bahn)                                                      |
| DB 6343    | Hessen                    | Halle - Hann. Münden                                                                       |
| DB 9277    | Hessen                    | Hagen - Haiger                                                                             |
| DB 9281    | Hessen                    | Hagen - Haiger                                                                             |
|            | Hessen                    | Kanonenbahn                                                                                |
| DB 1122    | Mecklenburg-Voor-Pommeren | Lübeck - Strasburg                                                                         |
| DB 1135    | Mecklenburg-Voor-Pommeren | Lübeck - Strasburg                                                                         |
| DB 1140    | Mecklenburg-Voor-Pommeren | Berlijn - Hamburg                                                                          |
| DB 1151    | Mecklenburg-Voor-Pommeren | Wittenberge - Jesteburg                                                                    |
| DB 1245    | Mecklenburg-Voor-Pommeren | Berlijn - Hamburg                                                                          |
| DB 1291    | Mecklenburg-Voor-Pommeren | Berlijn - Hamburg                                                                          |
| DB 6030    | Mecklenburg-Voor-Pommeren | Berlijn - Stralsund                                                                        |
| DB 6088    | Mecklenburg-Voor-Pommeren | Berlijn - Stralsund                                                                        |
| DB 6097    | Mecklenburg-Voor-Pommeren | Berlijn - Hamburg                                                                          |
| DB 6098    | Mecklenburg-Voor-Pommeren | Berlijn - Hamburg                                                                          |
| DB 6099    | Mecklenburg-Voor-Pommeren | Berlijn - Hamburg                                                                          |
| DB 6100    | Mecklenburg-Voor-Pommeren | Berlijn - Hamburg                                                                          |
| DB 6101    | Mecklenburg-Voor-Pommeren | Berlijn - Hamburg                                                                          |
| DB 6106    | Mecklenburg-Voor-Pommeren | Berlijn - Hamburg                                                                          |
| DB 6321    | Mecklenburg-Voor-Pommeren | Stralsund - Sassnitz                                                                       |
| DB 6322    | Mecklenburg-Voor-Pommeren | Rostock - Stralsund                                                                        |
| DB 6325    | Mecklenburg-Voor-Pommeren | Neustrelitz - Warnemünde                                                                   |
| DB 6327    | Mecklenburg-Voor-Pommeren | Szczecin - Strasburg                                                                       |
| DB 6446    | Mecklenburg-Voor-Pommeren | Bützow - Rostock                                                                           |
| DB 6447    | Mecklenburg-Voor-Pommeren | Neustrelitz - Warnemünde                                                                   |
| DB 6768    | Mecklenburg-Voor-Pommeren | Ducherow - Heringsdorf                                                                     |
| DB 6772    | Mecklenburg-Voor-Pommeren | Züssow - Wolgast                                                                           |
| DB 6773    | Mecklenburg-Voor-Pommeren | Wolgast - Heringsdorf                                                                      |
| DB 6778    | Mecklenburg-Voor-Pommeren | Velgast - Prerow                                                                           |
| DB 6927    | Mecklenburg-Voor-Pommeren | Lübeck - Strasburg                                                                         |
| DB 44      | Nedersaksen               | Löhne - Rheine                                                                             |
| DB 1150    | Nedersaksen               | Lüneburg - Büchen                                                                          |
| DB 1151    | Nedersaksen               | Wittenberge - Jesteburg                                                                    |
| DB 1153    | Nedersaksen               | Lehrte - Cuxhaven                                                                          |
| DB 1246    | Nedersaksen               | Buchholz - aansluiting Allermöhe                                                           |
| DB 1250    | Nedersaksen               | Wanne-Eickel - Hamburg                                                                     |
| DB 1255    | Nedersaksen               | Maschen - Hamburg Süd                                                                      |
| DB 1256    | Nedersaksen               | Maschen - Hamburg Süd                                                                      |
| DB 1257    | Nedersaksen               | Wanne-Eickel - Hamburg                                                                     |
| DB 1259    | Nedersaksen               | Wanne-Eickel - Hamburg                                                                     |
| DB 1260    | Nedersaksen               | Hesedorf - Stade                                                                           |
| DB 1261    | Nedersaksen               | Lehrte - Cuxhaven                                                                          |
| DB 1262    | Nedersaksen               | Stade - Bützfleth                                                                          |
| DB 1263    | Nedersaksen               | Stade - Bützfleth                                                                          |
| DB 1264    | Nedersaksen               | Lehrte - Cuxhaven                                                                          |
| DB 1265    | Nedersaksen               | Lehrte - Cuxhaven                                                                          |
| DB 1266    | Nedersaksen               | Stade - Bützfleth                                                                          |
| DB 1267    | Nedersaksen               | Stade - Bützfleth                                                                          |
| DB 1268    | Nedersaksen               | Lehrte - Cuxhaven                                                                          |
| DB 1280    | Nedersaksen               | Buchholz - aansluiting Allermöhe                                                           |
| DB 1281    | Nedersaksen               | Lehrte - Cuxhaven                                                                          |
| DB 1283    | Nedersaksen               | Wanne-Eickel - Hamburg                                                                     |
| DB 1284    | Nedersaksen               | Lehrte - Cuxhaven                                                                          |
| DB 1292    | Nedersaksen               | Wanne-Eickel - Hamburg                                                                     |
| DB 1300    | Nedersaksen               | Bremerhaven-Wulsdorf - Buchholz                                                            |
| DB 1301    | Nedersaksen               | Wunstorf - Bremerhaven                                                                     |
| DB 1302    | Nedersaksen               | Bremerhaven-Wulsdorf - Buchholz                                                            |
| DB 1303    | Nedersaksen               | Wunstorf - Bremerhaven                                                                     |
| DB 1304    | Nedersaksen               | Bremerhaven-Wulsdorf - Buchholz                                                            |
| DB 1306    | Nedersaksen               | Wunstorf - Bremerhaven                                                                     |
| DB 1310    | Nedersaksen               | Bremerhaven - Cuxhaven                                                                     |
| DB 1311    | Nedersaksen               | Bremerhaven - Bederkesa                                                                    |
| DB 1312    | Nedersaksen               | Wunstorf - Bremerhaven                                                                     |
| DB 1314    | Nedersaksen               | Wunstorf - Bremerhaven                                                                     |
| DB 1400    | Nedersaksen               | Wunstorf - Bremerhaven                                                                     |
| DB 1401    | Nedersaksen               | Wunstorf - Bremerhaven                                                                     |
| DB 1402    | Nedersaksen               | Wanne-Eickel - Hamburg                                                                     |
| DB 1403    | Nedersaksen               | Wunstorf - Bremerhaven                                                                     |
| DB 1404    | Nedersaksen               | aansluiting Gabelung - Sagehorn                                                            |
| DB 1410    | Nedersaksen               | Wunstorf - Bremerhaven                                                                     |
| DB 1411    | Nedersaksen               | Wunstorf - Bremerhaven                                                                     |
| DB 1412    | Nedersaksen               | Wunstorf - Bremerhaven                                                                     |
| DB 1413    | Nedersaksen               | Oldenburg - Bremen                                                                         |
| DB 1414    | Nedersaksen               | Oldenburg - Bremen                                                                         |
| DB 1415    | Nedersaksen               | Oldenburg - Bremen                                                                         |
| DB 1420    | Nedersaksen               | Wunstorf - Bremerhaven                                                                     |
| DB 1421    | Nedersaksen               | Wunstorf - Bremerhaven                                                                     |
| DB 1422    | Nedersaksen               | Wunstorf - Bremerhaven                                                                     |
| DB 1424    | Nedersaksen               | Wunstorf - Bremerhaven                                                                     |
| DB 1500    | Nedersaksen               | Oldenburg - Bremen                                                                         |
| DB 1501    | Nedersaksen               | Oldenburg - Brake                                                                          |
| DB 1502    | Nedersaksen               | Oldenburg - Osnabrück                                                                      |
| DB 1503    | Nedersaksen               | Hude - Nordenham-Blexen                                                                    |
| DB 1504    | Nedersaksen               | Meppen - Essen                                                                             |
| DB 1510    | Nedersaksen               | aansluiting Hemmelsberg - aansluiting Tweelbäke                                            |
| DB 1511    | Nedersaksen               | aansluiting Hemmelsberg - aansluiting Tweelbäke                                            |
| DB 1512    | Nedersaksen               | Oldenburg - Osnabrück                                                                      |
| DB 1513    | Nedersaksen               | Oldenburg - Osnabrück                                                                      |
| DB 1514    | Nedersaksen               | Oldenburg - Osnabrück                                                                      |
| DB 1520    | Nedersaksen               | Oldenburg - Leer                                                                           |
| DB 1521    | Nedersaksen               | Cloppenburg - Ocholt                                                                       |
| DB 1522    | Nedersaksen               | Oldenburg - Wilhelmshaven                                                                  |
| DB 1530    | Nedersaksen               | Varel - Rodenkirchen                                                                       |
| DB 1531    | Nedersaksen               | Varel - Varelerhafen                                                                       |
| DB 1532    | Nedersaksen               | Varel - Neuenburg                                                                          |
| DB 1533    | Nedersaksen               | Borgstede - Bramloge                                                                       |
| DB 1534    | Nedersaksen               | Ellenserdamm - Ocholt                                                                      |
| DB 1540    | Nedersaksen               | Sande - Jever                                                                              |
| DB 1541    | Nedersaksen               | Jever - Harle                                                                              |
| DB 1542    | Nedersaksen               | Wangerooge - Westanleger                                                                   |
| DB 1543    | Nedersaksen               | Wangerooge - Westanleger                                                                   |
| DB 1544    | Nedersaksen               | Wangerooge - Westanleger                                                                   |
| DB 1545    | Nedersaksen               | Wangerooge - Westanleger                                                                   |
| DB 1550    | Nedersaksen               | Sande - Wilhelmshaven Süd                                                                  |
| DB 1551    | Nedersaksen               | Wilhelmshaven West - Marinearsenal                                                         |
| DB 1552    | Nedersaksen               | aansluiting Wilhelmshaven Nordstrecke - Wilhelmshaven Nord                                 |
| DB 1560    | Nedersaksen               | Delmenhorst - Hesepe                                                                       |
| DB 1561    | Nedersaksen               | Ahlhorn - Vechta                                                                           |
| DB 1562    | Nedersaksen               | Holdorf - Damme                                                                            |
| DB 1563    | Nedersaksen               | Delmenhorst - Lemwerder                                                                    |
| DB 1564    | Nedersaksen               | Lohne - Dinklage                                                                           |
| DB 1570    | Nedersaksen               | Emden - Jever                                                                              |
| DB 1571    | Nedersaksen               | Hamm - Emden                                                                               |
| DB 1572    | Nedersaksen               | Emden West - Emden Außenhafen                                                              |
| DB 1573    | Nedersaksen               | Abelitz - Aurich                                                                           |
| DB 1574    | Nedersaksen               | Norden - Norddeich Mole                                                                    |
| DB 1575    | Nedersaksen               | Ihrhove - Nieuweschans                                                                     |
| DB 1576    | Nedersaksen               | Emden Hauptbahnhof - Emden VW-Werk                                                         |
| DB 1577    | Nedersaksen               | Emden Rangierbahnhof - Emden Südkai                                                        |
| DB 1600    | Nedersaksen               | Löhne - Rheine                                                                             |
| DB 1601    | Nedersaksen               | Wanne-Eickel - Hamburg                                                                     |
| DB 1602    | Nedersaksen               | Wanne-Eickel - Hamburg                                                                     |
| DB 1610    | Nedersaksen               | Osnabrück Hbf W276 - Osnabrück Hafen                                                       |
| DB 1611    | Nedersaksen               | Löhne - Rheine                                                                             |
| DB 1620    | Nedersaksen               | Löhne - Rheine                                                                             |
| DB 1621    | Nedersaksen               | Löhne - Rheine                                                                             |
| DB 1622    | Nedersaksen               | Löhne - Rheine                                                                             |
| DB 1700    | Nedersaksen               | Hannover - Hamm                                                                            |
| DB 1701    | Nedersaksen               | Hannover - Hamm                                                                            |
| DB 1702    | Nedersaksen               | Hannover - Bremervörde                                                                     |
| DB 1703    | Nedersaksen               | Hannover - Bremervörde                                                                     |
| DB 1704    | Nedersaksen               | Hannover - Hamm                                                                            |
| DB 1705    | Nedersaksen               | Hannover - Hamm                                                                            |
| DB 1710    | Nedersaksen               | Hannover - Celle                                                                           |
| DB 1711    | Nedersaksen               | Hannover - Bremervörde                                                                     |
| DB 1712    | Nedersaksen               | Walsrode - Buchholz                                                                        |
| DB 1713    | Nedersaksen               | Langenhagen-Pferdemarkt - Hannover Flughafen                                               |
| DB 1720    | Nedersaksen               | Lehrte - Cuxhaven                                                                          |
| DB 1721    | Nedersaksen               | Celle - Wahnebergen                                                                        |
| DB 1722    | Nedersaksen               | Celle - Braunschweig                                                                       |
| DB 1723    | Nedersaksen               | Plockhorst - Peine                                                                         |
| DB 1724    | Nedersaksen               | Gifhorn Stadt - Celle                                                                      |
| DB 1725    | Nedersaksen               | Braunschweig-Rühme - Braunschweig Hafen                                                    |
| DB 1730    | Nedersaksen               | Hannover - Braunschweig                                                                    |
| DB 1731    | Nedersaksen               | Hannover - Braunschweig                                                                    |
| DB 1732    | Nedersaksen               | Hannover - Kassel                                                                          |
| DB 1733    | Nedersaksen               | Hannover - Würzburg                                                                        |
| DB 1734    | Nedersaksen               | Hannover - Braunschweig                                                                    |
| DB 1740    | Nedersaksen               | Wunstorf - Bremerhaven                                                                     |
| DB 1741    | Nedersaksen               | Nienburg - Minden                                                                          |
| DB 1742    | Nedersaksen               | Leese-Stolzenau - Stadthagen                                                               |
| DB 1743    | Nedersaksen               | Nienburg - Rahden                                                                          |
| DB 1744    | Nedersaksen               | aansluiting Lohe - Diepholz                                                                |
| DB 1745    | Nedersaksen               | Verden - Rotenburg                                                                         |
| DB 1750    | Nedersaksen               | Wunstorf - Lehrte                                                                          |
| DB 1751    | Nedersaksen               | Hannover - Hamm                                                                            |
| DB 1752    | Nedersaksen               | Hannover - Soest                                                                           |
| DB 1753    | Nedersaksen               | Hannover - Kassel                                                                          |
| DB 1754    | Nedersaksen               | Hannover - Kassel                                                                          |
| DB 1755    | Nedersaksen               | Hannover - Kassel                                                                          |
| DB 1756    | Nedersaksen               | Hannover - Kassel                                                                          |
| DB 1760    | Nedersaksen               | Hannover - Soest                                                                           |
| DB 1761    | Nedersaksen               | Weetzen - Haste                                                                            |
| DB 1762    | Nedersaksen               | Bad Münder - Bad Nenndorf                                                                  |
| DB 1770    | Nedersaksen               | Lehrte - Nordstemmen                                                                       |
| DB 1771    | Nedersaksen               | Hannover - Kassel                                                                          |
| DB 1772    | Nedersaksen               | Hildesheim - Groß Gleidingen                                                               |
| DB 1773    | Nedersaksen               | Hildesheim - Goslar                                                                        |
| DB 1774    | Nedersaksen               | Hannover - Würzburg                                                                        |
| DB 1800    | Nedersaksen               | Frankfurt - Göttingen                                                                      |
| DB 1801    | Nedersaksen               | Göttingen - Bodenfelde                                                                     |
| DB 1802    | Nedersaksen               | Uslar - Schönhagen                                                                         |
| DB 1803    | Nedersaksen               | Hannover - Kassel                                                                          |
| DB 1804    | Nedersaksen               | Frankfurt - Göttingen                                                                      |
| DB 1810    | Nedersaksen               | Northeim - Nordhausen                                                                      |
| DB 1811    | Nedersaksen               | Wulften - Leinefelde                                                                       |
| DB 1812    | Nedersaksen               | Seesen - Herzberg                                                                          |
| DB 1813    | Nedersaksen               | Herzberg - Siebertal                                                                       |
| DB 1814    | Nedersaksen               | Bleicherode Ost - Herzberg                                                                 |
| DB 1815    | Nedersaksen               | Scharzfeld - St. Andreasberg                                                               |
| DB 1816    | Nedersaksen               | Hannover - Würzburg                                                                        |
| DB 1817    | Nedersaksen               | Hannover - Würzburg                                                                        |
| DB 1820    | Nedersaksen               | Elze - Löhne                                                                               |
| DB 1821    | Nedersaksen               | Bodenburg - Elze                                                                           |
| DB 1822    | Nedersaksen               | Bad Gandersheim - Groß Düngen                                                              |
| DB 1823    | Nedersaksen               | Derneburg - Seesen                                                                         |
| DB 1824    | Nedersaksen               | Einbeck - Einbeck Mitte                                                                    |
| DB 1900    | Nedersaksen               | Braunschweig - Helmstedt                                                                   |
| DB 1901    | Nedersaksen               | Braunschweig - Bad Harzburg                                                                |
| DB 1902    | Nedersaksen               | Braunschweig - Gifhorn                                                                     |
| DB 1903    | Nedersaksen               | Braunschweig Nordkurve - Braunschweig Rangierbahnhof                                       |
| DB 1904    | Nedersaksen               | Braunschweig Nordkurve - Braunschweig Rangierbahnhof                                       |
| DB 1905    | Nedersaksen               | Hannover - Braunschweig                                                                    |
| DB 1906    | Nedersaksen               | Celle - Braunschweig                                                                       |
| DB 1910    | Nedersaksen               | Hannover - Braunschweig                                                                    |
| DB 1911    | Nedersaksen               | Hannover - Braunschweig                                                                    |
| DB 1912    | Nedersaksen               | Hannover - Braunschweig                                                                    |
| DB 1913    | Nedersaksen               | Hannover - Braunschweig                                                                    |
| DB 1914    | Nedersaksen               | Hannover - Braunschweig                                                                    |
| DB 1915    | Nedersaksen               | Hannover - Braunschweig                                                                    |
| DB 1920    | Nedersaksen               | Leiferde - Salzgitter Bad                                                                  |
| DB 1921    | Nedersaksen               | Groß Gleidingen - Wolfenbüttel                                                             |
| DB 1922    | Nedersaksen               | Groß Gleidingen - Wolfenbüttel                                                             |
| DB 1923    | Nedersaksen               | Salzgitter-Drütte - Derneburg                                                              |
| DB 1924    | Nedersaksen               | Braunschweig West - Salzgitter-Barum                                                       |
| DB 1925    | Nedersaksen               | Leiferde - Salzgitter Bad                                                                  |
| DB 1926    | Nedersaksen               | Barum - Lichtenberg                                                                        |
| DB 1927    | Nedersaksen               | Hoheweg - Wolfenbüttel                                                                     |
| DB 1928    | Nedersaksen               | Leiferde - Salzgitter Bad                                                                  |
| DB 1930    | Nedersaksen               | Neuekrug-Hahausen - Goslar                                                                 |
| DB 1931    | Nedersaksen               | Langelsheim - Altenau                                                                      |
| DB 1932    | Nedersaksen               | Vienenburg - Goslar                                                                        |
| DB 1933    | Nedersaksen               | Halle - Vienenburg                                                                         |
| DB 1934    | Nedersaksen               | Vienenburg - Grauhof                                                                       |
| DB 1935    | Nedersaksen               | Grauhof - Langelsheim                                                                      |
| DB 1940    | Nedersaksen               | Helmstedt - Holzminden                                                                     |
| DB 1941    | Nedersaksen               | Eilsleben - Schöningen                                                                     |
| DB 1942    | Nedersaksen               | Wolfenbüttel - Oschersleben                                                                |
| DB 1943    | Nedersaksen               | Jerxheim - Nienhagen                                                                       |
| DB 1944    | Nedersaksen               | Eilsleben - Helmstedt                                                                      |
| DB 1945    | Nedersaksen               | Helmstedt - Oebisfelde                                                                     |
| DB 1950    | Nedersaksen               | Berlijn - Lehrte                                                                           |
| DB 1951    | Nedersaksen               | Berlijn - Lehrte                                                                           |
| DB 1952    | Nedersaksen               | Schandelah - aansluiting Grafhorst                                                         |
| DB 1953    | Nedersaksen               | Braunschweig-Gliesmarode - Fallersleben                                                    |
| DB 1954    | Nedersaksen               | Braunschweig-Gliesmarode - Fallersleben                                                    |
| DB 1955    | Nedersaksen               | Fallersleben - Werkbahnhof VW Wolfsburg                                                    |
| DB 1956    | Nedersaksen               | Weddel - Fallersleben                                                                      |
| DB 1960    | Nedersaksen               | Uelzen - Langwedel                                                                         |
| DB 1961    | Nedersaksen               | Stendal - Uelzen                                                                           |
| DB 1962    | Nedersaksen               | Gifhorn - Wieren                                                                           |
| DB 1963    | Nedersaksen               | Uelzen - Dannenberg                                                                        |
| DB 2001    | Nedersaksen               | Wanne-Eickel - Hamburg                                                                     |
| DB 2023    | Nedersaksen               | Bottrop Nord - Quakenbrück                                                                 |
| DB 2024    | Nedersaksen               | Löhne - Rheine                                                                             |
| DB 2025    | Nedersaksen               | Bottrop Nord - Quakenbrück                                                                 |
| DB 2026    | Nedersaksen               | Almelo - Salzbergen                                                                        |
| DB 2200    | Nedersaksen               | Wanne-Eickel - Hamburg                                                                     |
| DB 2201    | Nedersaksen               | Wanne-Eickel - Hamburg                                                                     |
| DB 2207    | Nedersaksen               | Wanne-Eickel - Hamburg                                                                     |
| DB 2273    | Nedersaksen               | Bottrop Nord - Quakenbrück                                                                 |
| DB 2920    | Nedersaksen               | Hannover - Hamm                                                                            |
| DB 2931    | Nedersaksen               | Hamm - Emden                                                                               |
| DB 2941    | Nedersaksen               | Hannover - Hamm                                                                            |
| DB 2942    | Nedersaksen               | Hannover - Hamm                                                                            |
| DB 2950    | Nedersaksen               | Brackwede - Osnabrück                                                                      |
| DB 2971    | Nedersaksen               | Hannover - Soest                                                                           |
| DB 2973    | Nedersaksen               | Scherfede - Holzminden                                                                     |
| DB 2974    | Nedersaksen               | Langeland - Holzminden                                                                     |
| DB 2975    | Nedersaksen               | Ottbergen - Northeim                                                                       |
| DB 2976    | Nedersaksen               | Scherfede - Holzminden                                                                     |
| DB 2982    | Nedersaksen               | Bünde - Bassum                                                                             |
| DB 2983    | Nedersaksen               | Lage - Hamelen                                                                             |
| DB 2990    | Nedersaksen               | Hannover - Hamm                                                                            |
| DB 2992    | Nedersaksen               | Löhne - Rheine                                                                             |
| DB 2993    | Nedersaksen               | Löhne - Rheine                                                                             |
| DB 3600    | Nedersaksen               | Frankfurt - Göttingen                                                                      |
| DB 3673    | Nedersaksen               | Frankfurt - Göttingen                                                                      |
| DB 3677    | Nedersaksen               | Frankfurt - Göttingen                                                                      |
| DB 3801    | Nedersaksen               | Frankfurt - Göttingen                                                                      |
| DB 3802    | Nedersaksen               | Frankfurt - Göttingen                                                                      |
| DB 3804    | Nedersaksen               | Frankfurt - Göttingen                                                                      |
| DB 3807    | Nedersaksen               | Frankfurt - Göttingen                                                                      |
| DB 3809    | Nedersaksen               | Frankfurt - Göttingen                                                                      |
| DB 3822    | Nedersaksen               | Frankfurt - Göttingen                                                                      |
| DB 3823    | Nedersaksen               | Frankfurt - Göttingen                                                                      |
| DB 3826    | Nedersaksen               | Frankfurt - Göttingen                                                                      |
| DB 3827    | Nedersaksen               | Frankfurt - Göttingen                                                                      |
| DB 3910    | Nedersaksen               | Hannover - Kassel                                                                          |
| DB 3912    | Nedersaksen               | Hannover - Kassel                                                                          |
| DB 3915    | Nedersaksen               | Hannover - Kassel                                                                          |
| DB 3918    | Nedersaksen               | Hannover - Kassel                                                                          |
| DB 3926    | Nedersaksen               | Hannover - Kassel                                                                          |
| DB 3936    | Nedersaksen               | Frankfurt - Göttingen                                                                      |
| DB 6102    | Nedersaksen               | Berlijn - Lehrte                                                                           |
| DB 6103    | Nedersaksen               | Berlijn - Lehrte                                                                           |
| DB 6104    | Nedersaksen               | Berlijn - Lehrte                                                                           |
| DB 6107    | Nedersaksen               | Berlijn - Lehrte                                                                           |
| DB 6108    | Nedersaksen               | Berlijn - Lehrte                                                                           |
| DB 6185    | Nedersaksen               | Berlijn - Oebisfelde                                                                       |
| DB 6343    | Nedersaksen               | Halle - Hann. Münden                                                                       |
| DB 6344    | Nedersaksen               | Halle - Vienenburg                                                                         |
| DB 6399    | Nedersaksen               | Berlijn - Lehrte                                                                           |
| DB 6400    | Nedersaksen               | Eilsleben - Helmstedt                                                                      |
| DB 6425    | Nedersaksen               | Heudeber-Danstedt - Oker                                                                   |
| DB 6717    | Nedersaksen               | Bleicherode Ost - Herzberg                                                                 |
| DB 6874    | Nedersaksen               | Eilsleben - Schöningen                                                                     |
| DB 6899    | Nedersaksen               | Stendal - Uelzen                                                                           |
| DB 9127    | Nedersaksen               | Wilstedt - Tostedt                                                                         |
| DB 9128    | Nedersaksen               | Buxtehude - Harsefeld                                                                      |
| DB 9130    | Nedersaksen               | Wunstorf - Bremerhaven                                                                     |
| DB 9131    | Nedersaksen               | Wunstorf - Bremerhaven                                                                     |
| DB 9132    | Nedersaksen               | Bremervörde - Osterholz-Scharmbeck                                                         |
| DB 9133    | Nedersaksen               | Wunstorf - Bremerhaven                                                                     |
| DB 9134    | Nedersaksen               | Wunstorf - Bremerhaven                                                                     |
| DB 9142    | Nedersaksen               | Syke - Eystrup                                                                             |
| DB 9144    | Nedersaksen               | Bremen-Huchting - Thedinghausen                                                            |
| DB 9160    | Nedersaksen               | Ankum - Bersenbrück                                                                        |
| DB 9161    | Nedersaksen               | Georgsmarienhütte - Permer Stollen                                                         |
| DB 9163    | Nedersaksen               | Lengerich - Gütersloh                                                                      |
| DB 9167    | Nedersaksen               | Lengerich - Gütersloh                                                                      |
| DB 9168    | Nedersaksen               | Holzhauzen-Heddinghausen - Bohmte                                                          |
| DB 9169    | Nedersaksen               | Bohmte - Schwegermoor                                                                      |
| DB 9177    | Nedersaksen               | Rinteln - Stadthagen                                                                       |
| DB 9182    | Nedersaksen               | Einbeck - Einbeck Mitte                                                                    |
| DB 9200    | Nedersaksen               | Lathen - Werlte                                                                            |
| DB 9201    | Nedersaksen               | Meppen - Essen                                                                             |
| DB 9203    | Nedersaksen               | Gronau - Coevorden                                                                         |
| DB 9208    | Nedersaksen               | Osnabrück - Altenrheine                                                                    |
| DB 9209    | Nedersaksen               | Gronau - Coevorden                                                                         |
|            | Nedersaksen               | Bremen-Farge - Bremerhaven-Wulsdorf Süd (Niederweserbahn, gesloten in 1964)                |
|            | Nedersaksen               | Cloppenburg - Landesgrenze (gesloten in 1953)                                              |
|            | Nedersaksen               | Hohenkirchen - Schillig (gesloten in 1952)                                                 |
|            | Nedersaksen               | Lingen - Quakenbrück (gesloten in 1952)                                                    |
|            | Nedersaksen               | Vechta - Cloppenburg (gesloten in 1965)                                                    |
|            | Nedersaksen               | Leer - Aurich - Wittmund (gesloten in 1969)                                                |
|            | Nedersaksen               | Emden - Pewsum - Greetsiel (gesloten in 1963)                                              |
| DB 1       | Noordrijn-Westfalen       | Duisburg Hauptbahnhof - Duisburg Innenhafen Süd                                            |
| DB 2       | Noordrijn-Westfalen       | Uerdingen - Trompet                                                                        |
| DB 3       | Noordrijn-Westfalen       | Ruhrort alter Hafen - Ruhrort neuer Hafen                                                  |
| DB 4       | Noordrijn-Westfalen       | Duisburg West Hafen - Innenhafen Nord                                                      |
| DB 5       | Noordrijn-Westfalen       | Duisburg West Hafen - Außenhafen                                                           |
| DB 7       | Noordrijn-Westfalen       | Essen-Altendorf - Essen-Altenessen Rheinisch                                               |
| DB 8       | Noordrijn-Westfalen       | Bonn - Oberkassel                                                                          |
| DB 9       | Noordrijn-Westfalen       | Mariadorf - Mariagrube                                                                     |
| DB 10      | Noordrijn-Westfalen       | Siegburg - Friedrich-Wilhelms-Hütte                                                        |
| DB 11      | Noordrijn-Westfalen       | Rath - Düsseldorf Rheinisch                                                                |
| DB 12      | Noordrijn-Westfalen       | Grafenberg - Gerresheim                                                                    |
| DB 13      | Noordrijn-Westfalen       | Rath - Lierenfeld                                                                          |
| DB 14      | Noordrijn-Westfalen       | Wesel - Wesel Hafen                                                                        |
| DB 15      | Noordrijn-Westfalen       | Dorsten - Hervest-Dorsten                                                                  |
| DB 16      | Noordrijn-Westfalen       | Dortmund-Bodelschwingh - Gelsenkirchen-Bismarck                                            |
| DB 17      | Noordrijn-Westfalen       | Essen-Karnap - Gelsenkirchen-Horst Nord                                                    |
| DB 18      | Noordrijn-Westfalen       | Osterfeld - Sterkrade                                                                      |
| DB 19      | Noordrijn-Westfalen       | aansluiting Flingern - Düsseldorf-Eller                                                    |
| DB 20      | Noordrijn-Westfalen       | Herne - Herne WfE                                                                          |
| DB 21      | Noordrijn-Westfalen       | Köln-Mülheim - Köln-Kalk                                                                   |
| DB 22      | Noordrijn-Westfalen       | Grafenberg - Zoologischer Garten                                                           |
| DB 23      | Noordrijn-Westfalen       | Kettwig - Mülheim-Styrum                                                                   |
| DB 24      | Noordrijn-Westfalen       | Homberg - Moers                                                                            |
| DB 25      | Noordrijn-Westfalen       | Rheinhausen - Kleef                                                                        |
| DB 26      | Noordrijn-Westfalen       | Hagen Hauptbahnhof - Hagen-Eckesey                                                         |
| DB 30      | Noordrijn-Westfalen       | Deutzerfeld - Kalk                                                                         |
| DB 31      | Noordrijn-Westfalen       | Bilk - Düsseldorf Hafen                                                                    |
| DB 32      | Noordrijn-Westfalen       | Erftstadt - Vochem                                                                         |
| DB 33      | Noordrijn-Westfalen       | Krefeld - Mönchengladbach-Speick                                                           |
| DB 34      | Noordrijn-Westfalen       | Köln-Mülheim - Lindlar                                                                     |
| DB 36      | Noordrijn-Westfalen       | Köln-Mülheim - Köln-Kalk                                                                   |
| DB 37      | Noordrijn-Westfalen       | Aken - Kassel                                                                              |
| DB 40      | Noordrijn-Westfalen       | Krefeld - Bochum                                                                           |
| DB 42      | Noordrijn-Westfalen       | Mülheim-Speldorf - Niederlahnstein                                                         |
| DB 43      | Noordrijn-Westfalen       | Düsseldorf Hafen - Ausstellungsbahnhof Rheinpark                                           |
| DB 44      | Noordrijn-Westfalen       | Löhne - Rheine                                                                             |
| DB 45      | Noordrijn-Westfalen       | Düren - Euskirchen                                                                         |
| DB 46      | Noordrijn-Westfalen       | Altenbeken - Warburg                                                                       |
| DB 48      | Noordrijn-Westfalen       | Köln Süd - Köln-Kalk Nord                                                                  |
| DB 64      | Noordrijn-Westfalen       | Keulen - Aken                                                                              |
| DB 71      | Noordrijn-Westfalen       | Sterkrade - Walsum                                                                         |
| DB 82      | Noordrijn-Westfalen       | Wissen - Morsbach                                                                          |
| DB 85      | Noordrijn-Westfalen       | Kettwig - Mülheim-Styrum                                                                   |
| DB 1250    | Noordrijn-Westfalen       | Wanne-Eickel - Hamburg                                                                     |
| DB 1257    | Noordrijn-Westfalen       | Wanne-Eickel - Hamburg                                                                     |
| DB 1259    | Noordrijn-Westfalen       | Wanne-Eickel - Hamburg                                                                     |
| DB 1283    | Noordrijn-Westfalen       | Wanne-Eickel - Hamburg                                                                     |
| DB 1292    | Noordrijn-Westfalen       | Wanne-Eickel - Hamburg                                                                     |
| DB 1402    | Noordrijn-Westfalen       | Wanne-Eickel - Hamburg                                                                     |
| DB 1600    | Noordrijn-Westfalen       | Löhne - Rheine                                                                             |
| DB 1601    | Noordrijn-Westfalen       | Wanne-Eickel - Hamburg                                                                     |
| DB 1602    | Noordrijn-Westfalen       | Wanne-Eickel - Hamburg                                                                     |
| DB 1611    | Noordrijn-Westfalen       | Löhne - Rheine                                                                             |
| DB 1620    | Noordrijn-Westfalen       | Löhne - Rheine                                                                             |
| DB 1621    | Noordrijn-Westfalen       | Löhne - Rheine                                                                             |
| DB 1622    | Noordrijn-Westfalen       | Löhne - Rheine                                                                             |
| DB 1700    | Noordrijn-Westfalen       | Hannover - Hamm                                                                            |
| DB 1701    | Noordrijn-Westfalen       | Hannover - Hamm                                                                            |
| DB 1704    | Noordrijn-Westfalen       | Hannover - Hamm                                                                            |
| DB 1705    | Noordrijn-Westfalen       | Hannover - Hamm                                                                            |
| DB 1741    | Noordrijn-Westfalen       | Nienburg - Minden                                                                          |
| DB 1742    | Noordrijn-Westfalen       | Leese-Stolzenau - Stadthagen                                                               |
| DB 1743    | Noordrijn-Westfalen       | Nienburg - Rahden                                                                          |
| DB 1751    | Noordrijn-Westfalen       | Hannover - Hamm                                                                            |
| DB 1752    | Noordrijn-Westfalen       | Hannover - Soest                                                                           |
| DB 1760    | Noordrijn-Westfalen       | Hannover - Soest                                                                           |
| DB 1820    | Noordrijn-Westfalen       | Elze - Löhne                                                                               |
| DB 2000    | Noordrijn-Westfalen       | Lünen - Münster                                                                            |
| DB 2001    | Noordrijn-Westfalen       | Wanne-Eickel - Hamburg                                                                     |
| DB 2002    | Noordrijn-Westfalen       | Haltern - Büderich                                                                         |
| DB 2003    | Noordrijn-Westfalen       | Büderich - Venlo                                                                           |
| DB 2004    | Noordrijn-Westfalen       | Neubeckum - Münster                                                                        |
| DB 2010    | Noordrijn-Westfalen       | Mecklenbeck - Sudmühle                                                                     |
| DB 2011    | Noordrijn-Westfalen       | Mecklenbeck - Sudmühle                                                                     |
| DB 2013    | Noordrijn-Westfalen       | Münster - Rheda-Wiedenbrück                                                                |
| DB 2014    | Noordrijn-Westfalen       | Münster - Glanerbeek                                                                       |
| DB 2020    | Noordrijn-Westfalen       | Ochtrup - Rheine                                                                           |
| DB 2023    | Noordrijn-Westfalen       | Bottrop Nord - Quakenbrück                                                                 |
| DB 2024    | Noordrijn-Westfalen       | Löhne - Rheine                                                                             |
| DB 2025    | Noordrijn-Westfalen       | Bottrop Nord - Quakenbrück                                                                 |
| DB 2100    | Noordrijn-Westfalen       | Dortmund - Gronau                                                                          |
| DB 2101    | Noordrijn-Westfalen       | Dortmund - Gronau                                                                          |
| DB 2102    | Noordrijn-Westfalen       | Dortmund - Gronau                                                                          |
| DB 2103    | Noordrijn-Westfalen       | Dortmund - Soest                                                                           |
| DB 2104    | Noordrijn-Westfalen       | aansluiting Nette - Dortmund-Scharnhorst                                                   |
| DB 2105    | Noordrijn-Westfalen       | aansluiting Nette - Dortmund-Scharnhorst                                                   |
| DB 2106    | Noordrijn-Westfalen       | Keulen - Hamm                                                                              |
| DB 2110    | Noordrijn-Westfalen       | Dortmund Süd - Dortmund Ost                                                                |
| DB 2111    | Noordrijn-Westfalen       | Dortmund Ost - Dortmund-Eving                                                              |
| DB 2112    | Noordrijn-Westfalen       | Welver - Dortmund Süd                                                                      |
| DB 2113    | Noordrijn-Westfalen       | Dortmund-Hörde - Schwerte                                                                  |
| DB 2120    | Noordrijn-Westfalen       | Dortmund aansluiting Flm - aansluiting Schnettkerbrücke                                    |
| DB 2121    | Noordrijn-Westfalen       | Hagen - Dortmund                                                                           |
| DB 2122    | Noordrijn-Westfalen       | Dortmund-Dorstfeld - Dortmund-Huckarde Süd                                                 |
| DB 2123    | Noordrijn-Westfalen       | aansluiting Buschstraße - aansluiting Deusen                                               |
| DB 2124    | Noordrijn-Westfalen       | Bochum - Dortmund                                                                          |
| DB 2125    | Noordrijn-Westfalen       | aansluiting Stockumer Straße - Dortmund Hauptbahnhof                                       |
| DB 2126    | Noordrijn-Westfalen       | Dortmund-Dorstfeld - Dortmund Süd                                                          |
| DB 2130    | Noordrijn-Westfalen       | Dortmund aansluiting Flm - Dortmund Güterbahnhof                                           |
| DB 2131    | Noordrijn-Westfalen       | Keulen - Hamm                                                                              |
| DB 2132    | Noordrijn-Westfalen       | aansluiting Nette - Dortmund-Scharnhorst                                                   |
| DB 2133    | Noordrijn-Westfalen       | Keulen - Hamm                                                                              |
| DB 2134    | Noordrijn-Westfalen       | Dortmund-Rahm - Dortmund Güterbahnhof                                                      |
| DB 2135    | Noordrijn-Westfalen       | Dortmund-Bodelschwingh - Dortmund-Mengede                                                  |
| DB 2136    | Noordrijn-Westfalen       | Dortmund Süd - Dortmund-Bodelschwing                                                       |
| DB 2137    | Noordrijn-Westfalen       | Dortmund-Rahm - aansluiting Buschstraße                                                    |
| DB 2140    | Noordrijn-Westfalen       | Bochum-Langendreer - Witten                                                                |
| DB 2141    | Noordrijn-Westfalen       | aansluiting Langendreer Kreuz - Dortmund-Löttringhausen                                    |
| DB 2142    | Noordrijn-Westfalen       | Bochum-Langendreer - Witten                                                                |
| DB 2143    | Noordrijn-Westfalen       | Witten - Schwelm                                                                           |
| DB 2144    | Noordrijn-Westfalen       | Düsseldorf - Hagen                                                                         |
| DB 2150    | Noordrijn-Westfalen       | Bochum Hauptbahnhof - aansluiting Prinz von Preußen                                        |
| DB 2151    | Noordrijn-Westfalen       | Bochum Präsident - Dortmund aansluiting Flm                                                |
| DB 2152    | Noordrijn-Westfalen       | Bochum Präsident - Bochum-Riemke                                                           |
| DB 2153    | Noordrijn-Westfalen       | Bochum - aansluiting Nordstern                                                             |
| DB 2154    | Noordrijn-Westfalen       | Bochum-Riemke - Wanne-Eickel                                                               |
| DB 2155    | Noordrijn-Westfalen       | Bochum Nord - Bochum-Weitmar                                                               |
| DB 2156    | Noordrijn-Westfalen       | Bochum - Dortmund                                                                          |
| DB 2157    | Noordrijn-Westfalen       | Bochum - Dortmund                                                                          |
| DB 2158    | Noordrijn-Westfalen       | Bochum - Dortmund                                                                          |
| DB 2160    | Noordrijn-Westfalen       | Essen - Bochum                                                                             |
| DB 2161    | Noordrijn-Westfalen       | Essen-Werden - Essen Hauptbahnhof                                                          |
| DB 2162    | Noordrijn-Westfalen       | Essen-Werden - Essen Hauptbahnhof                                                          |
| DB 2163    | Noordrijn-Westfalen       | Essen Hauptbahnhof - Essen-Kray Nord                                                       |
| DB 2164    | Noordrijn-Westfalen       | Essen - Bochum                                                                             |
| DB 2165    | Noordrijn-Westfalen       | Essen-Überruhr - Bochum-Langendreer                                                        |
| DB 2166    | Noordrijn-Westfalen       | Essen-Überruhr - Bochum-Langendreer                                                        |
| DB 2167    | Noordrijn-Westfalen       | Essen-Überruhr - Bochum-Langendreer                                                        |
| DB 2168    | Noordrijn-Westfalen       | Essen-Kray Nord - Gelsenkirchen                                                            |
| DB 2169    | Noordrijn-Westfalen       | Mülheim-Styrum - Bochum                                                                    |
| DB 2170    | Noordrijn-Westfalen       | Essen-Altenessen - Essen Nord                                                              |
| DB 2171    | Noordrijn-Westfalen       | Essen Nord - Essen-Stoppenberg                                                             |
| DB 2172    | Noordrijn-Westfalen       | Essen - Gelsenkirchen Zoo                                                                  |
| DB 2173    | Noordrijn-Westfalen       | Essen-Stoppenberg - Essen-Altenessen                                                       |
| DB 2174    | Noordrijn-Westfalen       | Essen-Borbeck - Essen-Altendorf                                                            |
| DB 2175    | Noordrijn-Westfalen       | Essen Hauptbahnhof - Essen-Kray Nord                                                       |
| DB 2176    | Noordrijn-Westfalen       | Krefeld - Bochum                                                                           |
| DB 2177    | Noordrijn-Westfalen       | Essen-Bergeborbeck - Essen Nord                                                            |
| DB 2178    | Noordrijn-Westfalen       | Essen-Altenessen - Essen Nord                                                              |
| DB 2180    | Noordrijn-Westfalen       | Mülheim-Heißen - Altendorf                                                                 |
| DB 2181    | Noordrijn-Westfalen       | Duisburg-Ruhrort - Essen                                                                   |
| DB 2182    | Noordrijn-Westfalen       | Mülheim-Heißen - aansluiting Schönebeck                                                    |
| DB 2183    | Noordrijn-Westfalen       | Mülheim-Styrum - Oberhausen                                                                |
| DB 2184    | Noordrijn-Westfalen       | Mülheim-Styrum - Duisburg                                                                  |
| DB 2185    | Noordrijn-Westfalen       | Kettwig - Mülheim-Styrum                                                                   |
| DB 2186    | Noordrijn-Westfalen       | aansluiting Walzwerk - Essen West                                                          |
| DB 2187    | Noordrijn-Westfalen       | Mülheim-Styrum - Oberhausen                                                                |
| DB 2188    | Noordrijn-Westfalen       | Duisburg-Ruhrort - Essen                                                                   |
| DB 2190    | Noordrijn-Westfalen       | Bochum - Dortmund                                                                          |
| DB 2191    | Noordrijn-Westfalen       | Dortmund-Mengede - Dortmund-Dorstfeld                                                      |
| DB 2192    | Noordrijn-Westfalen       | Dortmund - Soest                                                                           |
| DB 2193    | Noordrijn-Westfalen       | Essen-Überruhr - Bochum-Langendreer                                                        |
| DB 2194    | Noordrijn-Westfalen       | Bochum Hauptbahnhof - Bochum West                                                          |
| DB 2195    | Noordrijn-Westfalen       | Essen-Überruhr - Bochum-Langendreer                                                        |
| DB 2200    | Noordrijn-Westfalen       | Wanne-Eickel - Hamburg                                                                     |
| DB 2201    | Noordrijn-Westfalen       | Wanne-Eickel - Hamburg                                                                     |
| DB 2202    | Noordrijn-Westfalen       | Keulen - Hamm                                                                              |
| DB 2203    | Noordrijn-Westfalen       | Wanne-Eickel - Wanne-Unser Fritz                                                           |
| DB 2204    | Noordrijn-Westfalen       | Wanne-Eickel - Wanne-Unser Fritz                                                           |
| DB 2205    | Noordrijn-Westfalen       | Wanne-Eickel - Duisburg-Ruhrort                                                            |
| DB 2206    | Noordrijn-Westfalen       | Wanne-Eickel - Duisburg-Ruhrort                                                            |
| DB 2207    | Noordrijn-Westfalen       | Wanne-Eickel - Hamburg                                                                     |
| DB 2208    | Noordrijn-Westfalen       | Keulen - Hamm                                                                              |
| DB 2209    | Noordrijn-Westfalen       | Essen-Kray Nord - Wanne-Eickel                                                             |
| DB 2210    | Noordrijn-Westfalen       | Herne - Dortmund                                                                           |
| DB 2211    | Noordrijn-Westfalen       | Herne - Dortmund                                                                           |
| DB 2212    | Noordrijn-Westfalen       | Keulen - Hamm                                                                              |
| DB 2213    | Noordrijn-Westfalen       | Dortmund-Bövinghausen - Dortmund-Dorstfeld                                                 |
| DB 2221    | Noordrijn-Westfalen       | Recklinghausen Süd - Herne                                                                 |
| DB 2222    | Noordrijn-Westfalen       | Recklinghausen Süd - Recklinghausen Ost                                                    |
| DB 2223    | Noordrijn-Westfalen       | aansluiting Blumenthal - Recklinghausen Hauptbahnhof                                       |
| DB 2224    | Noordrijn-Westfalen       | Recklinghausen Ost - Recklinghausen Hauptbahnhof                                           |
| DB 2225    | Noordrijn-Westfalen       | Recklinghausen Süd - Zeche Ewald                                                           |
| DB 2230    | Noordrijn-Westfalen       | aansluiting Hessler - Wanne-Eickel                                                         |
| DB 2231    | Noordrijn-Westfalen       | Keulen - Hamm                                                                              |
| DB 2232    | Noordrijn-Westfalen       | Gelsenkirchen-Wattenscheid - Wanne-Eickel                                                  |
| DB 2233    | Noordrijn-Westfalen       | Krefeld - Bochum                                                                           |
| DB 2234    | Noordrijn-Westfalen       | Gelsenkirchen-Rotthausen - Gelsenkirchen-Schalke Süd                                       |
| DB 2235    | Noordrijn-Westfalen       | Gelsenkirchen-Bismarck - Gelsenkirchen-Schalke                                             |
| DB 2236    | Noordrijn-Westfalen       | Zutphen - Gelsenkirchen-Bismarck                                                           |
| DB 2237    | Noordrijn-Westfalen       | Essen-Kray Nord - Gelsenkirchen                                                            |
| DB 2238    | Noordrijn-Westfalen       | Keulen - Hamm                                                                              |
| DB 2239    | Noordrijn-Westfalen       | Keulen - Hamm                                                                              |
| DB 2241    | Noordrijn-Westfalen       | aansluiting Essen-Horl - Essen-Bergeborbeck                                                |
| DB 2242    | Noordrijn-Westfalen       | aansluiting Gerschede - Bottrop Hauptbahnhof                                               |
| DB 2243    | Noordrijn-Westfalen       | aansluiting Essen-Dellwig - Bottrop Süd                                                    |
| DB 2244    | Noordrijn-Westfalen       | aansluiting Essen-Dellwig - Bottrop Süd                                                    |
| DB 2245    | Noordrijn-Westfalen       | aansluiting Essen-Horl - aansluiting Prosper Levin                                         |
| DB 2246    | Noordrijn-Westfalen       | Hugo - Oberhausen-Osterfeld Süd                                                            |
| DB 2248    | Noordrijn-Westfalen       | aansluiting Essen-Dellwig Ost - Bottrop Hauptbahnhof                                       |
| DB 2250    | Noordrijn-Westfalen       | Oberhausen-Osterfeld Süd - Hamm                                                            |
| DB 2251    | Noordrijn-Westfalen       | Oberhausen-Osterfeld Süd - Hamm                                                            |
| DB 2252    | Noordrijn-Westfalen       | Gelsenkirchen-Buer Nord - aansluiting Lippe                                                |
| DB 2253    | Noordrijn-Westfalen       | Essen-Katernberg Nord - Oberhausen-Osterfeld                                               |
| DB 2254    | Noordrijn-Westfalen       | Essen-Vogelheim - Essen-Altenessen Rheinisch                                               |
| DB 2255    | Noordrijn-Westfalen       | Essen-Altenessen Rheinisch - Essen-Altenessen                                              |
| DB 2260    | Noordrijn-Westfalen       | Wanne-Eickel - Duisburg-Ruhrort                                                            |
| DB 2261    | Noordrijn-Westfalen       | Oberhausen-Osterfeld Nord - aansluiting Osterfeld                                          |
| DB 2262    | Noordrijn-Westfalen       | Oberhausen - Bottrop Nord                                                                  |
| DB 2263    | Noordrijn-Westfalen       | Wesel - Bocholt                                                                            |
| DB 2264    | Noordrijn-Westfalen       | Winterswijk - Bocholt                                                                      |
| DB 2265    | Noordrijn-Westfalen       | Empel-Rees - Münster                                                                       |
| DB 2266    | Noordrijn-Westfalen       | Zevenaar - Kleef                                                                           |
| DB 2270    | Noordrijn-Westfalen       | Oberhausen - Emmerich                                                                      |
| DB 2271    | Noordrijn-Westfalen       | Oberhausen - Wesel                                                                         |
| DB 2272    | Noordrijn-Westfalen       | Oberhausen - Emmerich                                                                      |
| DB 2273    | Noordrijn-Westfalen       | Bottrop Nord - Quakenbrück                                                                 |
| DB 2274    | Noordrijn-Westfalen       | Oberhausen - Duisburg-Ruhrort                                                              |
| DB 2275    | Noordrijn-Westfalen       | Keulen - Hamm                                                                              |
| DB 2277    | Noordrijn-Westfalen       | Keulen - Hamm                                                                              |
| DB 2278    | Noordrijn-Westfalen       | Moers Meerbeck - Oberhausen Walzwerk                                                       |
| DB 2280    | Noordrijn-Westfalen       | aansluiting Walzwerk - Essen West                                                          |
| DB 2281    | Noordrijn-Westfalen       | Duisburg-Wedau - Oberhausen West                                                           |
| DB 2282    | Noordrijn-Westfalen       | Oberhausen - Emmerich                                                                      |
| DB 2283    | Noordrijn-Westfalen       | Oberhausen - Emmerich                                                                      |
| DB 2290    | Noordrijn-Westfalen       | Mülheim-Styrum - Duisburg                                                                  |
| DB 2291    | Noordrijn-Westfalen       | Mülheim-Styrum - Bochum                                                                    |
| DB 2292    | Noordrijn-Westfalen       | Hattingen - Hattingen Mitte                                                                |
| DB 2300    | Noordrijn-Westfalen       | Duisburg-Ruhrort - Essen                                                                   |
| DB 2301    | Noordrijn-Westfalen       | Duisburg-Ruhrort Hafen - Duisburg-Meiderich Süd                                            |
| DB 2302    | Noordrijn-Westfalen       | Duisburg-Ruhrort Hafen - Oberhausen West                                                   |
| DB 2303    | Noordrijn-Westfalen       | Duisburg-Ruhrort - Essen                                                                   |
| DB 2304    | Noordrijn-Westfalen       | Moers Meerbeck - Oberhausen Walzwerk                                                       |
| DB 2305    | Noordrijn-Westfalen       | Moers Meerbeck - Oberhausen Walzwerk                                                       |
| DB 2306    | Noordrijn-Westfalen       | Duisburg-Neumühl - Duisburg-Hamborn                                                        |
| DB 2307    | Noordrijn-Westfalen       | Duisburg-Ruhrort Hafen - Oberhausen West                                                   |
| DB 2310    | Noordrijn-Westfalen       | Keulen - Hamm                                                                              |
| DB 2311    | Noordrijn-Westfalen       | Duisburg-Hochfeld Süd - Duisburg Hauptbahnhof                                              |
| DB 2312    | Noordrijn-Westfalen       | Duisburg-Hochfeld Süd - Duisburg Hauptbahnhof                                              |
| DB 2313    | Noordrijn-Westfalen       | Duisburg Hauptbahnhof - Duisburg-Hochfeld Süd                                              |
| DB 2314    | Noordrijn-Westfalen       | Duisburg Hauptbahnhof - Duisburg-Hochfeld Süd                                              |
| DB 2315    | Noordrijn-Westfalen       | Duisburg-Hochfeld Süd - Duisburg-Wanheim                                                   |
| DB 2316    | Noordrijn-Westfalen       | aansluiting Sigle - Duisburg Hafen                                                         |
| DB 2317    | Noordrijn-Westfalen       | Keulen - Hamm                                                                              |
| DB 2318    | Noordrijn-Westfalen       | aansluiting Kaiserberg - aansluiting Ruhrtal                                               |
| DB 2319    | Noordrijn-Westfalen       | Keulen - Hamm                                                                              |
| DB 2320    | Noordrijn-Westfalen       | Duisburg-Wedau - Oberhausen-Osterfeld Süd                                                  |
| DB 2321    | Noordrijn-Westfalen       | Duisburg-Wedau - Oberhausen West                                                           |
| DB 2322    | Noordrijn-Westfalen       | Duisburg-Wedau - Oberhausen-Osterfeld Süd                                                  |
| DB 2323    | Noordrijn-Westfalen       | Duisburg-Wedau - Oberhausen West                                                           |
| DB 2324    | Noordrijn-Westfalen       | Mülheim-Speldorf - Niederlahnstein                                                         |
| DB 2325    | Noordrijn-Westfalen       | Krefeld - Bochum                                                                           |
| DB 2326    | Noordrijn-Westfalen       | Duisburg-Wedau - Oberhausen-Osterfeld Süd                                                  |
| DB 2327    | Noordrijn-Westfalen       | Duisburg-Ruhrort Hafen - Oberhausen West                                                   |
| DB 2328    | Noordrijn-Westfalen       | Duisburg-Hochfeld Süd - Duisburg Hauptbahnhof                                              |
| DB 2329    | Noordrijn-Westfalen       | Mülheim-Speldorf - Niederlahnstein                                                         |
| DB 2330    | Noordrijn-Westfalen       | Rheinhausen - Kleef                                                                        |
| DB 2331    | Noordrijn-Westfalen       | Moers Meerbeck - Oberhausen Walzwerk                                                       |
| DB 2332    | Noordrijn-Westfalen       | Trompet - Duisburg-Homberg                                                                 |
| DB 2333    | Noordrijn-Westfalen       | Hohenbudberg - Baerl                                                                       |
| DB 2340    | Noordrijn-Westfalen       | Rheinhausen - Kleef                                                                        |
| DB 2341    | Noordrijn-Westfalen       | Hohenbudberg - Baerl                                                                       |
| DB 2342    | Noordrijn-Westfalen       | Krefeld - Bochum                                                                           |
| DB 2343    | Noordrijn-Westfalen       | Krefeld - Bochum                                                                           |
| DB 2400    | Noordrijn-Westfalen       | Düsseldorf - Hagen                                                                         |
| DB 2401    | Noordrijn-Westfalen       | Düsseldorf - Hagen                                                                         |
| DB 2402    | Noordrijn-Westfalen       | aansluiting Rethel - aansluiting Dora                                                      |
| DB 2403    | Noordrijn-Westfalen       | Düsseldorf-Derendorf - aansluiting Dora                                                    |
| DB 2404    | Noordrijn-Westfalen       | Ratingen West - Wülfrath                                                                   |
| DB 2405    | Noordrijn-Westfalen       | Ratingen West - Wülfrath                                                                   |
| DB 2406    | Noordrijn-Westfalen       | Düsseldorf-Flughafen - Düsseldorf-Unterrath                                                |
| DB 2407    | Noordrijn-Westfalen       | Keulen - Hamm                                                                              |
| DB 2408    | Noordrijn-Westfalen       | Düsseldorf-Flughafen - Düsseldorf-Unterrath                                                |
| DB 2410    | Noordrijn-Westfalen       | Düsseldorf-Reisholz - Düsseldorf-Derendorf                                                 |
| DB 2411    | Noordrijn-Westfalen       | Düsseldorf-Reisholz - Düsseldorf-Derendorf                                                 |
| DB 2412    | Noordrijn-Westfalen       | Aken - Kassel                                                                              |
| DB 2413    | Noordrijn-Westfalen       | Düsseldorf-Eller - Düsseldorf Hauptbahnhof                                                 |
| DB 2414    | Noordrijn-Westfalen       | Keulen - Hamm                                                                              |
| DB 2415    | Noordrijn-Westfalen       | Keulen - Hamm                                                                              |
| DB 2416    | Noordrijn-Westfalen       | Keulen - Hamm                                                                              |
| DB 2417    | Noordrijn-Westfalen       | aansluiting Sturm - Düsseldorf-Lierenfeld                                                  |
| DB 2418    | Noordrijn-Westfalen       | Düsseldorf-Eller - Düsseldorf Hauptbahnhof                                                 |
| DB 2419    | Noordrijn-Westfalen       | Keulen - Hamm                                                                              |
| DB 2420    | Noordrijn-Westfalen       | Düsseldorf-Gerresheim - aansluiting Hardt                                                  |
| DB 2421    | Noordrijn-Westfalen       | aansluiting Fortuna - aansluiting Hardt                                                    |
| DB 2422    | Noordrijn-Westfalen       | aansluiting Dora - Düsseldorf-Grafenberg                                                   |
| DB 2423    | Noordrijn-Westfalen       | Düsseldorf-Derendorf - Dortmund Süd                                                        |
| DB 2500    | Noordrijn-Westfalen       | Krefeld - Bochum                                                                           |
| DB 2501    | Noordrijn-Westfalen       | Krefeld - Mönchengladbach-Speick                                                           |
| DB 2502    | Noordrijn-Westfalen       | Krefeld - Mönchengladbach-Speick                                                           |
| DB 2503    | Noordrijn-Westfalen       | Krefeld - Bochum                                                                           |
| DB 2504    | Noordrijn-Westfalen       | Krefeld - Bochum                                                                           |
| DB 2505    | Noordrijn-Westfalen       | Krefeld - Bochum                                                                           |
| DB 2510    | Noordrijn-Westfalen       | Viersen - Venlo                                                                            |
| DB 2511    | Noordrijn-Westfalen       | Neersen - Viersen                                                                          |
| DB 2512    | Noordrijn-Westfalen       | Kempen - Kaldenkirchen                                                                     |
| DB 2513    | Noordrijn-Westfalen       | Dülken - Brüggen                                                                           |
| DB 2514    | Noordrijn-Westfalen       | Büderich - Venlo                                                                           |
| DB 2515    | Noordrijn-Westfalen       | Boxtel - Wesel                                                                             |
| DB 2516    | Noordrijn-Westfalen       | Zevenaar - Kleef                                                                           |
| DB 2517    | Noordrijn-Westfalen       | Alpen - Büderich                                                                           |
| DB 2518    | Noordrijn-Westfalen       | Geldern - aansluiting Meerbeck                                                             |
| DB 2520    | Noordrijn-Westfalen       | Mönchengladbach - Krefeld-Oppum                                                            |
| DB 2521    | Noordrijn-Westfalen       | Mönchengladbach - Rheydt-Odenkirchen                                                       |
| DB 2522    | Noordrijn-Westfalen       | Aken - Kassel                                                                              |
| DB 2523    | Noordrijn-Westfalen       | Aken - Kassel                                                                              |
| DB 2524    | Noordrijn-Westfalen       | Rheydt - Dalheim (onderdeel van de IJzeren Rijn)                                           |
| DB 2525    | Noordrijn-Westfalen       | Aken - Kassel                                                                              |
| DB 2530    | Noordrijn-Westfalen       | Neuss - Neersen                                                                            |
| DB 2531    | Noordrijn-Westfalen       | Keulen - Kranenburg                                                                        |
| DB 2532    | Noordrijn-Westfalen       | Düren - Neuss                                                                              |
| DB 2533    | Noordrijn-Westfalen       | Aken - Kassel                                                                              |
| DB 2534    | Noordrijn-Westfalen       | Neuss - Düsseldorf-Oberkassel                                                              |
| DB 2535    | Noordrijn-Westfalen       | Keulen - Kranenburg                                                                        |
| DB 2536    | Noordrijn-Westfalen       | Keulen - Kranenburg                                                                        |
| DB 2540    | Noordrijn-Westfalen       | Jülich - Dalheim                                                                           |
| DB 2541    | Noordrijn-Westfalen       | Jülich - Dalheim                                                                           |
| DB 2542    | Noordrijn-Westfalen       | Lindern - Heinsberg                                                                        |
| DB 2543    | Noordrijn-Westfalen       | Sittard - Herzogenrath                                                                     |
| DB 2544    | Noordrijn-Westfalen       | Stolberg - Kohlscheid                                                                      |
| DB 2545    | Noordrijn-Westfalen       | Aken - Maastricht                                                                          |
| DB 2550    | Noordrijn-Westfalen       | Aken - Kassel                                                                              |
| DB 2551    | Noordrijn-Westfalen       | Aken - Kassel                                                                              |
| DB 2552    | Noordrijn-Westfalen       | Spoorlijn 24 (Montzenroute)                                                                |
| DB 2553    | Noordrijn-Westfalen       | Spoorlijn 24 (Montzenroute)                                                                |
| DB 2554    | Noordrijn-Westfalen       | Spoorlijn 24A                                                                              |
| DB 2555    | Noordrijn-Westfalen       | Aachen Nord - Jülich                                                                       |
| DB 2556    | Noordrijn-Westfalen       | Mariagrube - Siersdorf Grube Mayrisch                                                      |
| DB 2557    | Noordrijn-Westfalen       | Aachen Nord - Jülich                                                                       |
| DB 2560    | Noordrijn-Westfalen       | Aachen Nord - Aachen-Rothe Erde                                                            |
| DB 2561    | Noordrijn-Westfalen       | Aachen Nord - Jülich                                                                       |
| DB 2562    | Noordrijn-Westfalen       | Keulen - Aken                                                                              |
| DB 2563    | Noordrijn-Westfalen       | Aachen-Rothe Erde - Hahn                                                                   |
| DB 2564    | Noordrijn-Westfalen       | Keulen - Aken                                                                              |
| DB 2570    | Noordrijn-Westfalen       | Stolberg - Herzogenrath                                                                    |
| DB 2571    | Noordrijn-Westfalen       | Hochneukirch - Stolberg                                                                    |
| DB 2572    | Noordrijn-Westfalen       | Spoorlijn 48                                                                               |
| DB 2573    | Noordrijn-Westfalen       | Keulen - Aken                                                                              |
| DB 2574    | Noordrijn-Westfalen       | Spoorlijn 48                                                                               |
| DB 2575    | Noordrijn-Westfalen       | Langerwehe - Eschweiler-Weisweiler                                                         |
| DB 2580    | Noordrijn-Westfalen       | Düren - Neuss                                                                              |
| DB 2581    | Noordrijn-Westfalen       | Bedburg - aansluiting Martinswerk                                                          |
| DB 2582    | Noordrijn-Westfalen       | Bedburg - Ameln                                                                            |
| DB 2583    | Noordrijn-Westfalen       | Jülich - Düren                                                                             |
| DB 2584    | Noordrijn-Westfalen       | Düren - Heimbach                                                                           |
| DB 2585    | Noordrijn-Westfalen       | Düren - Euskirchen                                                                         |
| DB 2600    | Noordrijn-Westfalen       | Keulen - Aken                                                                              |
| DB 2601    | Noordrijn-Westfalen       | Mödrath - Rommerskirchen                                                                   |
| DB 2602    | Noordrijn-Westfalen       | Keulen - Aken                                                                              |
| DB 2603    | Noordrijn-Westfalen       | Elsdorf Ost - Zieverich                                                                    |
| DB 2604    | Noordrijn-Westfalen       | Bergheim - Niederaußem                                                                     |
| DB 2605    | Noordrijn-Westfalen       | Mödrath - Nörvenich                                                                        |
| DB 2606    | Noordrijn-Westfalen       | Erftstadt - Mödrath                                                                        |
| DB 2607    | Noordrijn-Westfalen       | Benzelrath - Mödrath                                                                       |
| DB 2608    | Noordrijn-Westfalen       | Keulen - Aken                                                                              |
| DB 2610    | Noordrijn-Westfalen       | Keulen - Kranenburg                                                                        |
| DB 2611    | Noordrijn-Westfalen       | Keulen - Rheydt                                                                            |
| DB 2612    | Noordrijn-Westfalen       | Keulen - Rheydt                                                                            |
| DB 2613    | Noordrijn-Westfalen       | Köln West - Köln-Ehrenfeld                                                                 |
| DB 2614    | Noordrijn-Westfalen       | Köln-Nippes - Köln-Ehrenfeld                                                               |
| DB 2615    | Noordrijn-Westfalen       | Köln West - Köln-Longerich                                                                 |
| DB 2616    | Noordrijn-Westfalen       | Keulen - Aken                                                                              |
| DB 2617    | Noordrijn-Westfalen       | Keulen - Bingen                                                                            |
| DB 2618    | Noordrijn-Westfalen       | Keulen - Kranenburg                                                                        |
| DB 2619    | Noordrijn-Westfalen       | Rommerskirchen - Holzheim                                                                  |
| DB 2620    | Noordrijn-Westfalen       | Keulen - Kranenburg                                                                        |
| DB 2621    | Noordrijn-Westfalen       | Keulen - Gießen                                                                            |
| DB 2622    | Noordrijn-Westfalen       | Keulen - Aken                                                                              |
| DB 2624    | Noordrijn-Westfalen       | Keulen - Hamm                                                                              |
| DB 2625    | Noordrijn-Westfalen       | Keulen - Hamm                                                                              |
| DB 2630    | Noordrijn-Westfalen       | Keulen - Bingen                                                                            |
| DB 2631    | Noordrijn-Westfalen       | Kalscheuren - Ehrang                                                                       |
| DB 2632    | Noordrijn-Westfalen       | Keulen - Bingen                                                                            |
| DB 2633    | Noordrijn-Westfalen       | Keulen - Hamm                                                                              |
| DB 2634    | Noordrijn-Westfalen       | Euskirchen - Bad Münstereifel                                                              |
| DB 2635    | Noordrijn-Westfalen       | Kall - Hellenthal                                                                          |
| DB 2636    | Noordrijn-Westfalen       | Rech - Erftstadt                                                                           |
| DB 2637    | Noordrijn-Westfalen       | Ahrdorf - Blankenheim Wald                                                                 |
| DB 2638    | Noordrijn-Westfalen       | Keulen - Bingen                                                                            |
| DB 2639    | Noordrijn-Westfalen       | Keulen - Hamm                                                                              |
| DB 2640    | Noordrijn-Westfalen       | Keulen - Bingen                                                                            |
| DB 2641    | Noordrijn-Westfalen       | Köln Süd - Köln-Kalk Nord                                                                  |
| DB 2642    | Noordrijn-Westfalen       | Köln Süd - Köln-Kalk Nord                                                                  |
| DB 2643    | Noordrijn-Westfalen       | Köln Eifeltor - Köln Hafen                                                                 |
| DB 2644    | Noordrijn-Westfalen       | Köln Eifeltor - Köln Hafen                                                                 |
| DB 2645    | Noordrijn-Westfalen       | Bonn - Euskirchen                                                                          |
| DB 2650    | Noordrijn-Westfalen       | Keulen - Hamm                                                                              |
| DB 2651    | Noordrijn-Westfalen       | Keulen - Gießen                                                                            |
| DB 2652    | Noordrijn-Westfalen       | Keulen - Hamm                                                                              |
| DB 2653    | Noordrijn-Westfalen       | Keulen - Hamm                                                                              |
| DB 2654    | Noordrijn-Westfalen       | Keulen - Hamm                                                                              |
| DB 2655    | Noordrijn-Westfalen       | Köln-Kalk - Overath                                                                        |
| DB 2656    | Noordrijn-Westfalen       | aansluiting Köln Südbrücke - Gremberg                                                      |
| DB 2657    | Noordrijn-Westfalen       | Siegburg - Olpe                                                                            |
| DB 2658    | Noordrijn-Westfalen       | Keulen - Hamm                                                                              |
| DB 2659    | Noordrijn-Westfalen       | Keulen - Hamm                                                                              |
| DB 2660    | Noordrijn-Westfalen       | Köln-Mülheim - Köln-Kalk                                                                   |
| DB 2661    | Noordrijn-Westfalen       | Mülheim-Speldorf - Niederlahnstein                                                         |
| DB 2662    | Noordrijn-Westfalen       | Keulen - Hamm                                                                              |
| DB 2663    | Noordrijn-Westfalen       | Köln-Mülheim - Lindlar                                                                     |
| DB 2664    | Noordrijn-Westfalen       | Mülheim-Speldorf - Niederlahnstein                                                         |
| DB 2665    | Noordrijn-Westfalen       | Mülheim-Speldorf - Niederlahnstein                                                         |
| DB 2666    | Noordrijn-Westfalen       | Mülheim-Speldorf - Niederlahnstein                                                         |
| DB 2667    | Noordrijn-Westfalen       | Mülheim-Speldorf - Niederlahnstein                                                         |
| DB 2668    | Noordrijn-Westfalen       | Keulen - Hamm                                                                              |
| DB 2669    | Noordrijn-Westfalen       | Mülheim-Speldorf - Niederlahnstein                                                         |
| DB 2670    | Noordrijn-Westfalen       | Keulen - Hamm                                                                              |
| DB 2671    | Noordrijn-Westfalen       | Hilden - Solingen                                                                          |
| DB 2672    | Noordrijn-Westfalen       | Hilden - Solingen                                                                          |
| DB 2673    | Noordrijn-Westfalen       | Mülheim-Speldorf - Niederlahnstein                                                         |
| DB 2674    | Noordrijn-Westfalen       | Mülheim-Speldorf - Niederlahnstein                                                         |
| DB 2675    | Noordrijn-Westfalen       | Solingen - Remscheid                                                                       |
| DB 2676    | Noordrijn-Westfalen       | Mülheim-Speldorf - Niederlahnstein                                                         |
| DB 2680    | Noordrijn-Westfalen       | Osberghausen - Waldbröl                                                                    |
| DB 2681    | Noordrijn-Westfalen       | Hermesdorf - Morsbach                                                                      |
| DB 2682    | Noordrijn-Westfalen       | Wissen - Morsbach                                                                          |
| DB 2683    | Noordrijn-Westfalen       | Brüchermühle - Wildbergerhütte                                                             |
| DB 2690    | Noordrijn-Westfalen       | Keulen - Frankfurt (hogesnelheidslijn)                                                     |
| DB 2691    | Noordrijn-Westfalen       | aansluiting Flughafen Nordwest - aansluiting Porz-Wahn Süd                                 |
| DB 2692    | Noordrijn-Westfalen       | aansluiting Flughafen Nordwest - aansluiting Porz-Wahn Süd                                 |
| DB 2693    | Noordrijn-Westfalen       | aansluiting Flughafen Nordwest - aansluiting Porz-Wahn Süd                                 |
| DB 2694    | Noordrijn-Westfalen       | aansluiting Flughafen Nordwest - aansluiting Porz-Wahn Süd                                 |
| DB 2695    | Noordrijn-Westfalen       | Mülheim-Speldorf - Niederlahnstein                                                         |
| DB 2700    | Noordrijn-Westfalen       | Wuppertal-Oberbarmen - Opladen                                                             |
| DB 2701    | Noordrijn-Westfalen       | Aken - Kassel                                                                              |
| DB 2702    | Noordrijn-Westfalen       | Wuppertal-Rauenthal - Wuppertal-Langerfeld                                                 |
| DB 2703    | Noordrijn-Westfalen       | Remscheid-Lennep - Wuppertal-Rauenthal                                                     |
| DB 2704    | Noordrijn-Westfalen       | Krebsöge - Anschlag                                                                        |
| DB 2705    | Noordrijn-Westfalen       | Remscheid-Lennep - Remscheid-Hasten                                                        |
| DB 2706    | Noordrijn-Westfalen       | Remscheid Hauptbahnhof - Remscheid-Bliedinghausen                                          |
| DB 2707    | Noordrijn-Westfalen       | Bergisch Born - Marienheide                                                                |
| DB 2710    | Noordrijn-Westfalen       | Wuppertal-Oberbarmen - Wuppertal-Wichlinghausen                                            |
| DB 2711    | Noordrijn-Westfalen       | Wuppertal-Oberbarmen - Wuppertal-Wichlinghausen                                            |
| DB 2712    | Noordrijn-Westfalen       | Wuppertal-Langerfeld - Schwelm-Loh                                                         |
| DB 2713    | Noordrijn-Westfalen       | Wuppertal-Wichlinghausen - Hattingen                                                       |
| DB 2714    | Noordrijn-Westfalen       | Schee - Silschede                                                                          |
| DB 2721    | Noordrijn-Westfalen       | Wuppertal-Steinbeck - Wuppertal-Cronenberg                                                 |
| DB 2722    | Noordrijn-Westfalen       | Wuppertal-Vohwinkel - Wuppertal-Varresbeck                                                 |
| DB 2723    | Noordrijn-Westfalen       | Wuppertal-Vohwinkel - Essen-Kupferdreh                                                     |
| DB 2724    | Noordrijn-Westfalen       | aansluiting Oberdüssel - Kettwig Stausee                                                   |
| DB 2725    | Noordrijn-Westfalen       | Aken - Kassel                                                                              |
| DB 2726    | Noordrijn-Westfalen       | Aken - Kassel                                                                              |
| DB 2727    | Noordrijn-Westfalen       | Dornap-Hahnenfurth - aansluiting Wuppertal-Dornap                                          |
| DB 2730    | Noordrijn-Westfalen       | Gruiten - Köln-Mülheim                                                                     |
| DB 2731    | Noordrijn-Westfalen       | Aken - Kassel                                                                              |
| DB 2732    | Noordrijn-Westfalen       | Aken - Kassel                                                                              |
| DB 2733    | Noordrijn-Westfalen       | Aken - Kassel                                                                              |
| DB 2734    | Noordrijn-Westfalen       | Solingen - Wuppertal-Vohwinkel                                                             |
| DB 2800    | Noordrijn-Westfalen       | Hagen - Haiger                                                                             |
| DB 2801    | Noordrijn-Westfalen       | Hagen - Dortmund                                                                           |
| DB 2802    | Noordrijn-Westfalen       | Hagen-Eckesey - Hagen Güterbahnhof                                                         |
| DB 2803    | Noordrijn-Westfalen       | Düsseldorf - Hagen                                                                         |
| DB 2804    | Noordrijn-Westfalen       | Hagen Hauptbahnhof - Hagen-Heubing                                                         |
| DB 2805    | Noordrijn-Westfalen       | aansluiting Weidestraße - Hagen-Kückelhausen                                               |
| DB 2810    | Noordrijn-Westfalen       | Hagen - Dieringhausen                                                                      |
| DB 2811    | Noordrijn-Westfalen       | Aken - Kassel                                                                              |
| DB 2812    | Noordrijn-Westfalen       | Aken - Kassel                                                                              |
| DB 2813    | Noordrijn-Westfalen       | Brügge - Lüdenscheid                                                                       |
| DB 2814    | Noordrijn-Westfalen       | Oberbrügge - Wipperfürth                                                                   |
| DB 2815    | Noordrijn-Westfalen       | Meinerzhagen - Krummenerl                                                                  |
| DB 2816    | Noordrijn-Westfalen       | Hagen - Ennepetal-Altenvoerde                                                              |
| DB 2817    | Noordrijn-Westfalen       | Hagen - Dieringhausen                                                                      |
| DB 2818    | Noordrijn-Westfalen       | Hagen - Dieringhausen                                                                      |
| DB 2819    | Noordrijn-Westfalen       | Hagen - Dieringhausen                                                                      |
| DB 2820    | Noordrijn-Westfalen       | Hagen-Vorhalle - Hagen-Kabel                                                               |
| DB 2821    | Noordrijn-Westfalen       | Hagen-Vorhalle - Herdecke                                                                  |
| DB 2822    | Noordrijn-Westfalen       | Hagen-Eckesey - Hagen-Vorhalle                                                             |
| DB 2823    | Noordrijn-Westfalen       | Hagen-Eckesey - aansluiting Hohensyburg                                                    |
| DB 2824    | Noordrijn-Westfalen       | Düsseldorf - Hagen                                                                         |
| DB 2825    | Noordrijn-Westfalen       | Düsseldorf - Hagen                                                                         |
| DB 2840    | Noordrijn-Westfalen       | Schwerte - Holzwickede                                                                     |
| DB 2841    | Noordrijn-Westfalen       | Iserlohn - Schwerte                                                                        |
| DB 2842    | Noordrijn-Westfalen       | Dortmund-Hörde - Schwerte                                                                  |
| DB 2843    | Noordrijn-Westfalen       | Aken - Kassel                                                                              |
| DB 2844    | Noordrijn-Westfalen       | Hagen - Haiger                                                                             |
| DB 2850    | Noordrijn-Westfalen       | Letmathe - Fröndenberg                                                                     |
| DB 2851    | Noordrijn-Westfalen       | Hemer - Sundwig                                                                            |
| DB 2852    | Noordrijn-Westfalen       | Fröndenberg - Unna                                                                         |
| DB 2853    | Noordrijn-Westfalen       | Menden - Neuenrade                                                                         |
| DB 2854    | Noordrijn-Westfalen       | aansluiting Nuttlar - Frankenberg                                                          |
| DB 2860    | Noordrijn-Westfalen       | Plettenberg - Herscheid                                                                    |
| DB 2861    | Noordrijn-Westfalen       | Finnentrop - Wennemen                                                                      |
| DB 2862    | Noordrijn-Westfalen       | Altenhundem - Wenholthausen                                                                |
| DB 2863    | Noordrijn-Westfalen       | Altenhundem - Birkelbach                                                                   |
| DB 2864    | Noordrijn-Westfalen       | Finnentrop - Freudenberg                                                                   |
| DB 2870    | Noordrijn-Westfalen       | Kreuztal - Cölbe                                                                           |
| DB 2871    | Noordrijn-Westfalen       | Erndtebrück - Berleburg                                                                    |
| DB 2872    | Noordrijn-Westfalen       | Berleburg - Allendorf                                                                      |
| DB 2881    | Noordrijn-Westfalen       | Siegen - Siegen Ost                                                                        |
| DB 2882    | Noordrijn-Westfalen       | Kirchen - Freudenberg                                                                      |
| DB 2900    | Noordrijn-Westfalen       | Oberhausen-Osterfeld Süd - Hamm                                                            |
| DB 2901    | Noordrijn-Westfalen       | Oberhausen-Osterfeld Süd - Hamm                                                            |
| DB 2910    | Noordrijn-Westfalen       | Unna - Hamm                                                                                |
| DB 2911    | Noordrijn-Westfalen       | Keulen - Hamm                                                                              |
| DB 2912    | Noordrijn-Westfalen       | Oberhausen-Osterfeld Süd - Hamm                                                            |
| DB 2913    | Noordrijn-Westfalen       | Keulen - Hamm                                                                              |
| DB 2920    | Noordrijn-Westfalen       | Hannover - Hamm                                                                            |
| DB 2921    | Noordrijn-Westfalen       | Oberhausen-Osterfeld Süd - Hamm                                                            |
| DB 2922    | Noordrijn-Westfalen       | Soest - Hamm                                                                               |
| DB 2923    | Noordrijn-Westfalen       | Keulen - Hamm                                                                              |
| DB 2930    | Noordrijn-Westfalen       | Soest - Hamm                                                                               |
| DB 2932    | Noordrijn-Westfalen       | Unna - Hamm                                                                                |
| DB 2933    | Noordrijn-Westfalen       | Unna - Kamen                                                                               |
| DB 2940    | Noordrijn-Westfalen       | Neubeckum - Beckum                                                                         |
| DB 2941    | Noordrijn-Westfalen       | Hannover - Hamm                                                                            |
| DB 2942    | Noordrijn-Westfalen       | Hannover - Hamm                                                                            |
| DB 2943    | Noordrijn-Westfalen       | Neubeckum - Münster                                                                        |
| DB 2950    | Noordrijn-Westfalen       | Brackwede - Osnabrück                                                                      |
| DB 2951    | Noordrijn-Westfalen       | Lippstadt - Rheda-Wiedenbrück                                                              |
| DB 2960    | Noordrijn-Westfalen       | Paderborn - Brackwede                                                                      |
| DB 2961    | Noordrijn-Westfalen       | Paderborn - Brilon Wald                                                                    |
| DB 2962    | Noordrijn-Westfalen       | Paderborn Nord - Bad Lippspringe                                                           |
| DB 2963    | Noordrijn-Westfalen       | Geseke - Büren                                                                             |
| DB 2970    | Noordrijn-Westfalen       | Altenbeken - Warburg                                                                       |
| DB 2971    | Noordrijn-Westfalen       | Hannover - Soest                                                                           |
| DB 2972    | Noordrijn-Westfalen       | Warburg - Sarnau                                                                           |
| DB 2973    | Noordrijn-Westfalen       | Scherfede - Holzminden                                                                     |
| DB 2974    | Noordrijn-Westfalen       | Langeland - Holzminden                                                                     |
| DB 2975    | Noordrijn-Westfalen       | Ottbergen - Northeim                                                                       |
| DB 2976    | Noordrijn-Westfalen       | Scherfede - Holzminden                                                                     |
| DB 2980    | Noordrijn-Westfalen       | Herford - Himmighausen                                                                     |
| DB 2981    | Noordrijn-Westfalen       | Herford - Kirchlengern                                                                     |
| DB 2982    | Noordrijn-Westfalen       | Bünde - Bassum                                                                             |
| DB 2983    | Noordrijn-Westfalen       | Lage - Hamelen                                                                             |
| DB 2984    | Noordrijn-Westfalen       | Lage - Bielefeld                                                                           |
| DB 2985    | Noordrijn-Westfalen       | Lage - Bielefeld                                                                           |
| DB 2986    | Noordrijn-Westfalen       | Schieder - Blomberg                                                                        |
| DB 2990    | Noordrijn-Westfalen       | Hannover - Hamm                                                                            |
| DB 2991    | Noordrijn-Westfalen       | Porta Westfalica - Häverstädt                                                              |
| DB 2992    | Noordrijn-Westfalen       | Löhne - Rheine                                                                             |
| DB 2993    | Noordrijn-Westfalen       | Löhne - Rheine                                                                             |
| DB 3001    | Noordrijn-Westfalen       | Dümpelfeld - Lissendorf                                                                    |
| DB 3002    | Noordrijn-Westfalen       | Dümpelfeld - Lissendorf                                                                    |
| DB 3003    | Noordrijn-Westfalen       | Spoorlijn 45A                                                                              |
| DB 3012    | Noordrijn-Westfalen       | Keulen - Bingen                                                                            |
| DB 3017    | Noordrijn-Westfalen       | Mülheim-Speldorf - Niederlahnstein                                                         |
| DB 3031    | Noordrijn-Westfalen       | Mülheim-Speldorf - Niederlahnstein                                                         |
| DB 3032    | Noordrijn-Westfalen       | Engers - Au                                                                                |
| DB 3142    | Noordrijn-Westfalen       | Kalscheuren - Ehrang                                                                       |
| DB 3627    | Noordrijn-Westfalen       | Keulen - Frankfurt                                                                         |
| DB 3702    | Noordrijn-Westfalen       | Keulen - Gießen                                                                            |
| DB 3902    | Noordrijn-Westfalen       | Aken - Kassel                                                                              |
| DB 3911    | Noordrijn-Westfalen       | Aken - Kassel                                                                              |
| DB 3914    | Noordrijn-Westfalen       | Aken - Kassel                                                                              |
| DB 3925    | Noordrijn-Westfalen       | Aken - Kassel                                                                              |
| DB 9161    | Noordrijn-Westfalen       | Georgsmarienhütte - Permer Stollen                                                         |
| DB 9163    | Noordrijn-Westfalen       | Lengerich - Gütersloh                                                                      |
| DB 9164    | Noordrijn-Westfalen       | Gütersloh - Hövelhof                                                                       |
| DB 9165    | Noordrijn-Westfalen       | Ibbenbüren - Lengerich                                                                     |
| DB 9166    | Noordrijn-Westfalen       | Ibbenbüren - Lengerich                                                                     |
| DB 9167    | Noordrijn-Westfalen       | Lengerich - Gütersloh                                                                      |
| DB 9203    | Noordrijn-Westfalen       | Gronau - Coevorden                                                                         |
| DB 9204    | Noordrijn-Westfalen       | Enschede-Zuid - Ahaus                                                                      |
| DB 9205    | Noordrijn-Westfalen       | Borken - Burgsteinfurt                                                                     |
| DB 9206    | Noordrijn-Westfalen       | Vreden - Stadtlohn (gesloten in 1988)                                                      |
| DB 9208    | Noordrijn-Westfalen       | Osnabrück - Altenrheine                                                                    |
| DB 9209    | Noordrijn-Westfalen       | Gronau - Coevorden                                                                         |
| DB 9213    | Noordrijn-Westfalen       | Neubeckum - Münster                                                                        |
| DB 9241    | Noordrijn-Westfalen       | Jülich - Puffendorf                                                                        |
| DB 9251    | Noordrijn-Westfalen       | Krefeld - Viersen                                                                          |
| DB 9258    | Noordrijn-Westfalen       | Krefeld - Moers                                                                            |
| DB 9269    | Noordrijn-Westfalen       | Köln Sülz - Brüggen                                                                        |
| DB 9277    | Noordrijn-Westfalen       | Hagen - Haiger                                                                             |
| DB 9281    | Noordrijn-Westfalen       | Hagen - Haiger                                                                             |
| DB 9303    | Noordrijn-Westfalen       | Jülich - Dalheim                                                                           |
| DB 9304    | Noordrijn-Westfalen       | Jülich - Düren                                                                             |
| DB 9305    | Noordrijn-Westfalen       | Aachen Nord - Jülich                                                                       |
| DB 9306    | Noordrijn-Westfalen       | Düren - Heimbach                                                                           |
| DB 9307    | Noordrijn-Westfalen       | Hochneukirch - Stolberg                                                                    |
| DB 9614    | Noordrijn-Westfalen       | Köln Süd - Köln-Kalk Nord                                                                  |
| DB 9616    | Noordrijn-Westfalen       | Köln-Mülheim - Köln-Kalk                                                                   |
| DB 9617    | Noordrijn-Westfalen       | Keulen - Hamm                                                                              |
| DB 9618    | Noordrijn-Westfalen       | Düren - Euskirchen                                                                         |
| DB 42      | Rijnland-Palts            | Mülheim-Speldorf - Niederlahnstein                                                         |
| DB 82      | Rijnland-Palts            | Wissen - Morsbach                                                                          |
| DB 2324    | Rijnland-Palts            | Mülheim-Speldorf - Niederlahnstein                                                         |
| DB 2329    | Rijnland-Palts            | Mülheim-Speldorf - Niederlahnstein                                                         |
| DB 2617    | Rijnland-Palts            | Keulen - Bingen                                                                            |
| DB 2621    | Rijnland-Palts            | Keulen - Gießen                                                                            |
| DB 2630    | Rijnland-Palts            | Keulen - Bingen                                                                            |
| DB 2631    | Rijnland-Palts            | Kalscheuren - Ehrang                                                                       |
| DB 2632    | Rijnland-Palts            | Keulen - Bingen                                                                            |
| DB 2636    | Rijnland-Palts            | Rech - Erftstadt                                                                           |
| DB 2638    | Rijnland-Palts            | Keulen - Bingen                                                                            |
| DB 2640    | Rijnland-Palts            | Keulen - Bingen                                                                            |
| DB 2651    | Rijnland-Palts            | Keulen - Gießen                                                                            |
| DB 2661    | Rijnland-Palts            | Mülheim-Speldorf - Niederlahnstein                                                         |
| DB 2664    | Rijnland-Palts            | Mülheim-Speldorf - Niederlahnstein                                                         |
| DB 2665    | Rijnland-Palts            | Mülheim-Speldorf - Niederlahnstein                                                         |
| DB 2666    | Rijnland-Palts            | Mülheim-Speldorf - Niederlahnstein                                                         |
| DB 2667    | Rijnland-Palts            | Mülheim-Speldorf - Niederlahnstein                                                         |
| DB 2669    | Rijnland-Palts            | Mülheim-Speldorf - Niederlahnstein                                                         |
| DB 2673    | Rijnland-Palts            | Mülheim-Speldorf - Niederlahnstein                                                         |
| DB 2674    | Rijnland-Palts            | Mülheim-Speldorf - Niederlahnstein                                                         |
| DB 2676    | Rijnland-Palts            | Mülheim-Speldorf - Niederlahnstein                                                         |
| DB 2682    | Rijnland-Palts            | Wissen - Morsbach                                                                          |
| DB 2690    | Rijnland-Palts            | Keulen - Frankfurt (hogesnelheidslijn)                                                     |
| DB 2695    | Rijnland-Palts            | Mülheim-Speldorf - Niederlahnstein                                                         |
| DB 2864    | Rijnland-Palts            | Finnentrop - Freudenberg                                                                   |
| DB 2882    | Rijnland-Palts            | Kirchen - Freudenberg                                                                      |
| DB 2883    | Rijnland-Palts            | Betzdorf - Daaden                                                                          |
| DB 3000    | Rijnland-Palts            | Remagen - Adenau                                                                           |
| DB 3001    | Rijnland-Palts            | Dümpelfeld - Lissendorf                                                                    |
| DB 3002    | Rijnland-Palts            | Dümpelfeld - Lissendorf                                                                    |
| DB 3003    | Rijnland-Palts            | Spoorlijn 45A                                                                              |
| DB 3005    | Rijnland-Palts            | Andernach - Gerolstein                                                                     |
| DB 3006    | Rijnland-Palts            | Andernach - Andernach-Rheinwerft                                                           |
| DB 3007    | Rijnland-Palts            | Andernach - Andernach-Rheinwerft                                                           |
| DB 3008    | Rijnland-Palts            | Remagen - Adenau                                                                           |
| DB 3009    | Rijnland-Palts            | Unkel - aansluiting Kripp                                                                  |
| DB 3010    | Rijnland-Palts            | Koblenz - Perl                                                                             |
| DB 3011    | Rijnland-Palts            | Neuwied - Koblenz Mosel Güterbahnhof                                                       |
| DB 3012    | Rijnland-Palts            | Keulen - Bingen                                                                            |
| DB 3013    | Rijnland-Palts            | Koblenz - Perl                                                                             |
| DB 3014    | Rijnland-Palts            | Neuwied - Koblenz Mosel Güterbahnhof                                                       |
| DB 3015    | Rijnland-Palts            | Koblenz-Lützel - Mayen Ost                                                                 |
| DB 3016    | Rijnland-Palts            | Polch - Münstermaifeld                                                                     |
| DB 3017    | Rijnland-Palts            | Mülheim-Speldorf - Niederlahnstein                                                         |
| DB 3018    | Rijnland-Palts            | Remagen - Adenau                                                                           |
| DB 3020    | Rijnland-Palts            | Simmern - Boppard                                                                          |
| DB 3021    | Rijnland-Palts            | Langenlonsheim - Hermeskeil                                                                |
| DB 3022    | Rijnland-Palts            | Simmern - Gemünden                                                                         |
| DB 3023    | Rijnland-Palts            | Langenlonsheim - Hermeskeil                                                                |
| DB 3030    | Rijnland-Palts            | aansluiting Hohenrhein - Oberlahnstein                                                     |
| DB 3031    | Rijnland-Palts            | Mülheim-Speldorf - Niederlahnstein                                                         |
| DB 3032    | Rijnland-Palts            | Engers - Au                                                                                |
| DB 3033    | Rijnland-Palts            | Linz - Flammersfeld                                                                        |
| DB 3034    | Rijnland-Palts            | Grenzau - Hillscheid                                                                       |
| DB 3100    | Rijnland-Palts            | Gerolstein - Pronsfeld                                                                     |
| DB 3101    | Rijnland-Palts            | Spoorlijn 46                                                                               |
| DB 3102    | Rijnland-Palts            | Pronsfeld - Neuerburg                                                                      |
| DB 3103    | Rijnland-Palts            | Pronsfeld - Waxweiler                                                                      |
| DB 3104    | Rijnland-Palts            | Erdorf - Igel                                                                              |
| DB 3110    | Rijnland-Palts            | Wittlich - Daun                                                                            |
| DB 3111    | Rijnland-Palts            | Wittlich - Bernkastel-Kues                                                                 |
| DB 3112    | Rijnland-Palts            | Pünderich - Traben-Trarbach                                                                |
| DB 3113    | Rijnland-Palts            | Treis - Neef                                                                               |
| DB 3114    | Rijnland-Palts            | Wittlich - Daun                                                                            |
| DB 3120    | Rijnland-Palts            | Karthaus Nordost - Karthaus West                                                           |
| DB 3121    | Rijnland-Palts            | Karthaus Nordost - Karthaus West                                                           |
| DB 3122    | Rijnland-Palts            | Karthaus Nordost - Karthaus West                                                           |
| DB 3123    | Rijnland-Palts            | Karthaus Nordost - Karthaus West                                                           |
| DB 3124    | Rijnland-Palts            | Granahoehe - Igel                                                                          |
| DB 3130    | Rijnland-Palts            | Koblenz - Perl                                                                             |
| DB 3131    | Rijnland-Palts            | Trier - Türkismühle                                                                        |
| DB 3132    | Rijnland-Palts            | Koblenz - Perl                                                                             |
| DB 3140    | Rijnland-Palts            | Ehrang - Igel (grens)                                                                      |
| DB 3141    | Rijnland-Palts            | Ehrang - Igel (grens)                                                                      |
| DB 3142    | Rijnland-Palts            | Kalscheuren - Ehrang                                                                       |
| DB 3143    | Rijnland-Palts            | Koblenz - Perl                                                                             |
| DB 3144    | Rijnland-Palts            | Koblenz - Perl                                                                             |
| DB 3145    | Rijnland-Palts            | Ehrang - Igel (grens)                                                                      |
| DB 3146    | Rijnland-Palts            | Koblenz - Perl                                                                             |
| DB 3147    | Rijnland-Palts            | Koblenz - Perl                                                                             |
| DB 3148    | Rijnland-Palts            | Ehrang - Trierer Hafen                                                                     |
| DB 3200    | Rijnland-Palts            | Heimbach - Baumholder                                                                      |
| DB 3201    | Rijnland-Palts            | Türkismühle - Kusel                                                                        |
| DB 3202    | Rijnland-Palts            | Altenglan - Kusel                                                                          |
| DB 3205    | Rijnland-Palts            | Türkismühle - Kusel                                                                        |
| DB 3220    | Rijnland-Palts            | Saarbrücken - Karthaus                                                                     |
| DB 3223    | Rijnland-Palts            | Saarbrücken - Karthaus                                                                     |
| DB 3224    | Rijnland-Palts            | Saarbrücken - Karthaus                                                                     |
| DB 3225    | Rijnland-Palts            | Saarbrücken - Karthaus                                                                     |
| DB 3230    | Rijnland-Palts            | Saarbrücken - Karthaus                                                                     |
| DB 3242    | Rijnland-Palts            | Saarbrücken - Karthaus                                                                     |
| DB 3263    | Rijnland-Palts            | Bingen - Saarbrücken                                                                       |
| DB 3270    | Rijnland-Palts            | Bingen - Saarbrücken                                                                       |
| DB 3271    | Rijnland-Palts            | Bingen - Saarbrücken                                                                       |
| DB 3273    | Rijnland-Palts            | Bingen - Saarbrücken                                                                       |
| DB 3276    | Rijnland-Palts            | Bingen - Saarbrücken                                                                       |
| DB 3278    | Rijnland-Palts            | Bingen - Saarbrücken                                                                       |
| DB 3280    | Rijnland-Palts            | Homburg - Ludwigshafen                                                                     |
| DB 3281    | Rijnland-Palts            | Homburg - Staudernheim                                                                     |
| DB 3287    | Rijnland-Palts            | Bingen - Saarbrücken                                                                       |
| DB 3293    | Rijnland-Palts            | Saarbrücken - Karthaus                                                                     |
| DB 3295    | Rijnland-Palts            | Saarbrücken - Karthaus                                                                     |
| DB 3296    | Rijnland-Palts            | Saarbrücken - Karthaus                                                                     |
| DB 3297    | Rijnland-Palts            | Saarbrücken - Karthaus                                                                     |
| DB 3298    | Rijnland-Palts            | Saarbrücken - Karthaus                                                                     |
| DB 3299    | Rijnland-Palts            | Saarbrücken - Karthaus                                                                     |
| DB 3301    | Rijnland-Palts            | Homburg - Ludwigshafen                                                                     |
| DB 3307    | Rijnland-Palts            | Homburg - Ludwigshafen                                                                     |
| DB 3308    | Rijnland-Palts            | Homburg - Ludwigshafen                                                                     |
| DB 3309    | Rijnland-Palts            | Homburg - Ludwigshafen                                                                     |
| DB 3321    | Rijnland-Palts            | Homburg - Ludwigshafen                                                                     |
| DB 3400    | Rijnland-Palts            | Schifferstadt - Wörth (Speyerer Linie) Wörth - Lauterbourg (Bienwaldbahn)                  |
| DB 3403    | Rijnland-Palts            | Homburg - Ludwigshafen                                                                     |
| DB 3404    | Rijnland-Palts            | Homburg - Ludwigshafen                                                                     |
| DB 3410    | Rijnland-Palts            | Homburg - Ludwigshafen                                                                     |
| DB 3433    | Rijnland-Palts            | Neustadt - Kapsweyer                                                                       |
| DB 3434    | Rijnland-Palts            | Homburg - Ludwigshafen                                                                     |
| DB 3443    | Rijnland-Palts            | Karlsruhe - Winden                                                                         |
| DB 3500    | Rijnland-Palts            | Wiesbaden - Diez                                                                           |
| DB 3504    | Rijnland-Palts            | Wiesbaden - Diez                                                                           |
| DB 3507    | Rijnland-Palts            | Wiesbaden Ost - Niederlahnstein                                                            |
| DB 3510    | Rijnland-Palts            | Bingen - Mainz                                                                             |
| DB 3511    | Rijnland-Palts            | Bingen - Saarbrücken                                                                       |
| DB 3512    | Rijnland-Palts            | Gau Algesheim - Bad Kreuznach                                                              |
| DB 3513    | Rijnland-Palts            | Bingen - Mainz                                                                             |
| DB 3514    | Rijnland-Palts            | Rüdesheim - aansluiting Sarmsheim                                                          |
| DB 3515    | Rijnland-Palts            | Bingen - Mainz                                                                             |
| DB 3520    | Rijnland-Palts            | Mainz - Frankfurt (Mainbahn)                                                               |
| DB 3522    | Rijnland-Palts            | Mainz - Mannheim                                                                           |
| DB 3530    | Rijnland-Palts            | Wiesbaden - Aschaffenburg (ook Ludwigsbahn of Rhein-Main-Bahn)                             |
| DB 3541    | Rijnland-Palts            | Mannheim - Frankfurt (Riedbahn)                                                            |
| DB 3570    | Rijnland-Palts            | Mannheim - Frankfurt (Riedbahn)                                                            |
| DB 3575    | Rijnland-Palts            | Mannheim - Frankfurt (Riedbahn)                                                            |
| DB 3627    | Rijnland-Palts            | Keulen - Frankfurt                                                                         |
| DB 3683    | Rijnland-Palts            | Mainz - Frankfurt (Mainbahn)                                                               |
| DB 3702    | Rijnland-Palts            | Keulen - Gießen                                                                            |
| DB 3710    | Rijnland-Palts            | Wetzlar - Koblenz (Lahntalbahn)                                                            |
| DB 4010    | Rijnland-Palts            | Mannheim - Frankfurt (Riedbahn)                                                            |
| DB 4011    | Rijnland-Palts            | Mannheim - Frankfurt (Riedbahn)                                                            |
| DB 4012    | Rijnland-Palts            | Mannheim - Frankfurt (Riedbahn)                                                            |
| DB 9288    | Rijnland-Palts            | Betzdorf - Daaden                                                                          |
|            | Rijnland-Palts            | Kanonenbahn                                                                                |
| DB 3010    | Saarland                  | Koblenz - Perl                                                                             |
| DB 3013    | Saarland                  | Koblenz - Perl                                                                             |
| DB 3130    | Saarland                  | Koblenz - Perl                                                                             |
| DB 3131    | Saarland                  | Trier - Türkismühle                                                                        |
| DB 3132    | Saarland                  | Koblenz - Perl                                                                             |
| DB 3143    | Saarland                  | Koblenz - Perl                                                                             |
| DB 3144    | Saarland                  | Koblenz - Perl                                                                             |
| DB 3146    | Saarland                  | Koblenz - Perl                                                                             |
| DB 3147    | Saarland                  | Koblenz - Perl                                                                             |
| DB 3201    | Saarland                  | Türkismühle - Kusel                                                                        |
| DB 3203    | Saarland                  | St Wendel - Tholey                                                                         |
| DB 3204    | Saarland                  | Ottweiler - Schwarzerden                                                                   |
| DB 3205    | Saarland                  | Türkismühle - Kusel                                                                        |
| DB 3210    | Saarland                  | aansluiting Ford - Ford Werke                                                              |
| DB 3211    | Saarland                  | Dillingen - Primsweiler                                                                    |
| DB 3212    | Saarland                  | Bouzonville - Dillingen                                                                    |
| DB 3213    | Saarland                  | Bettelainville - Merzig                                                                    |
| DB 3214    | Saarland                  | Dillingen - Primsweiler                                                                    |
| DB 3215    | Saarland                  | Dillingen - Primsweiler                                                                    |
| DB 3216    | Saarland                  | aansluiting Ford - Ford Werke                                                              |
| DB 3217    | Saarland                  | Dillingen - Primsweiler                                                                    |
| DB 3218    | Saarland                  | Merzig - Büschfeld                                                                         |
| DB 3220    | Saarland                  | Saarbrücken - Karthaus                                                                     |
| DB 3221    | Saarland                  | Saarbrücken-Malstatt - Saarbrücken von der Heydt                                           |
| DB 3222    | Saarland                  | Saarbrücken-Malstatt - Saarbrücken von der Heydt                                           |
| DB 3223    | Saarland                  | Saarbrücken - Karthaus                                                                     |
| DB 3224    | Saarland                  | Saarbrücken - Karthaus                                                                     |
| DB 3225    | Saarland                  | Saarbrücken - Karthaus                                                                     |
| DB 3226    | Saarland                  | aansluiting Saardamm - Bous                                                                |
| DB 3230    | Saarland                  | Saarbrücken - Karthaus                                                                     |
| DB 3231    | Saarland                  | Rémilly - Saarbrücken                                                                      |
| DB 3232    | Saarland                  | aansluiting Saardamm - Bous                                                                |
| DB 3233    | Saarland                  | Rémilly - Saarbrücken                                                                      |
| DB 3234    | Saarland                  | Saarbrücken Rangierbahnhof - Saarbrücken-Burbach                                           |
| DB 3235    | Saarland                  | Saarbrücken-Burbach Untere Hütte - Saarbrücken Rangierbahnhof                              |
| DB 3236    | Saarland                  | Fürstenhausen - Grube Warndt                                                               |
| DB 3237    | Saarland                  | aansluiting Saardamm - Bous                                                                |
| DB 3238    | Saarland                  | Saarbrücken Rangierbahnhof - Saarbrücken-Burbach                                           |
| DB 3239    | Saarland                  | Saarbrücken-Malstatt - Saarbrücken von der Heydt                                           |
| DB 3240    | Saarland                  | Saarbrücken - Neunkirchen                                                                  |
| DB 3241    | Saarland                  | Rémilly - Saarbrücken                                                                      |
| DB 3242    | Saarland                  | Saarbrücken - Karthaus                                                                     |
| DB 3243    | Saarland                  | Saarbrücken - Neunkirchen                                                                  |
| DB 3244    | Saarland                  | Saarbrücken - Neunkirchen                                                                  |
| DB 3245    | Saarland                  | Saarbrücken - Neunkirchen                                                                  |
| DB 3250    | Saarland                  | Saarbrücken - Homburg                                                                      |
| DB 3251    | Saarland                  | Saarbrücken - Sarreguemines                                                                |
| DB 3252    | Saarland                  | Saarbrücken - Sarreguemines                                                                |
| DB 3253    | Saarland                  | Saarbrücken - Homburg                                                                      |
| DB 3254    | Saarland                  | Saarbrücken - Sarreguemines                                                                |
| DB 3260    | Saarland                  | Saarbrücken Rangierbahnhof - Saarbrücken-Burbach                                           |
| DB 3261    | Saarland                  | Saarbrücken Rangierbahnhof - Saarbrücken-Burbach                                           |
| DB 3262    | Saarland                  | Saarbrücken Rangierbahnhof - Saarbrücken-Burbach                                           |
| DB 3263    | Saarland                  | Bingen - Saarbrücken                                                                       |
| DB 3264    | Saarland                  | Saarbrücken Rangierbahnhof - Saarbrücken-Burbach                                           |
| DB 3265    | Saarland                  | Saarbrücken Rangierbahnhof - Saarbrücken-Burbach                                           |
| DB 3270    | Saarland                  | Bingen - Saarbrücken                                                                       |
| DB 3271    | Saarland                  | Bingen - Saarbrücken                                                                       |
| DB 3272    | Saarland                  | Saarbrücken - Neunkirchen                                                                  |
| DB 3273    | Saarland                  | Bingen - Saarbrücken                                                                       |
| DB 3274    | Saarland                  | Wemmetsweiler - Nonnweiler                                                                 |
| DB 3275    | Saarland                  | Homburg - Neunkirchen                                                                      |
| DB 3276    | Saarland                  | Bingen - Saarbrücken                                                                       |
| DB 3277    | Saarland                  | Saarbrücken - Neunkirchen                                                                  |
| DB 3278    | Saarland                  | Bingen - Saarbrücken                                                                       |
| DB 3279    | Saarland                  | Saarbrücken - Neunkirchen                                                                  |
| DB 3280    | Saarland                  | Homburg - Ludwigshafen                                                                     |
| DB 3281    | Saarland                  | Homburg - Staudernheim                                                                     |
| DB 3282    | Saarland                  | Homburg - Neunkirchen                                                                      |
| DB 3283    | Saarland                  | Homburg - Einöd                                                                            |
| DB 3284    | Saarland                  | Saarbrücken - Homburg                                                                      |
| DB 3285    | Saarland                  | Schwarzenacker - Sarreguemines                                                             |
| DB 3286    | Saarland                  | Homburg - Neunkirchen                                                                      |
| DB 3287    | Saarland                  | Bingen - Saarbrücken                                                                       |
| DB 3288    | Saarland                  | Schwarzenacker - Sarreguemines                                                             |
| DB 3290    | Saarland                  | Metz-Ville - Völklingen                                                                    |
| DB 3291    | Saarland                  | Lebach - Völklingen                                                                        |
| DB 3292    | Saarland                  | Lebach - Völklingen                                                                        |
| DB 3293    | Saarland                  | Saarbrücken - Karthaus                                                                     |
| DB 3294    | Saarland                  | Metz-Ville - Völklingen                                                                    |
| DB 3295    | Saarland                  | Saarbrücken - Karthaus                                                                     |
| DB 3296    | Saarland                  | Saarbrücken - Karthaus                                                                     |
| DB 3297    | Saarland                  | Saarbrücken - Karthaus                                                                     |
| DB 3298    | Saarland                  | Saarbrücken - Karthaus                                                                     |
| DB 3299    | Saarland                  | Saarbrücken - Karthaus                                                                     |
| DB 3301    | Saarland                  | Homburg - Ludwigshafen                                                                     |
| DB 3307    | Saarland                  | Homburg - Ludwigshafen                                                                     |
| DB 3308    | Saarland                  | Homburg - Ludwigshafen                                                                     |
| DB 3309    | Saarland                  | Homburg - Ludwigshafen                                                                     |
| DB 3321    | Saarland                  | Homburg - Ludwigshafen                                                                     |
| DB 3403    | Saarland                  | Homburg - Ludwigshafen                                                                     |
| DB 3404    | Saarland                  | Homburg - Ludwigshafen                                                                     |
| DB 3410    | Saarland                  | Homburg - Ludwigshafen                                                                     |
| DB 3434    | Saarland                  | Homburg - Ludwigshafen                                                                     |
| DB 3511    | Saarland                  | Bingen - Saarbrücken                                                                       |
| DB 6135    | Saksen                    | Berlijn - Dresden                                                                          |
| DB 6142    | Saksen                    | Berlijn - Görlitz                                                                          |
| DB 6207    | Saksen                    | Węgliniec - Roßlau                                                                         |
| DB 6212    | Saksen                    | Görlitz - Dresden-Neustadt                                                                 |
| DB 6240    | Saksen                    | Dresden - Děčín                                                                            |
| DB 6248    | Saksen                    | Berlijn - Dresden                                                                          |
| DB 6362    | Saksen                    | Leipzig - Hof                                                                              |
| DB 6363    | Saksen                    | Leipzig - Dresden                                                                          |
| DB 6403    | Saksen                    | Maagdenburg - Leipzig                                                                      |
| DB 1933    | Saksen-Anhalt             | Halle - Vienenburg                                                                         |
| DB 1941    | Saksen-Anhalt             | Eilsleben - Schöningen                                                                     |
| DB 1942    | Saksen-Anhalt             | Wolfenbüttel - Oschersleben                                                                |
| DB 1943    | Saksen-Anhalt             | Jerxheim - Nienhagen                                                                       |
| DB 1944    | Saksen-Anhalt             | Eilsleben - Helmstedt                                                                      |
| DB 1945    | Saksen-Anhalt             | Helmstedt - Oebisfelde                                                                     |
| DB 1950    | Saksen-Anhalt             | Berlijn - Lehrte                                                                           |
| DB 1951    | Saksen-Anhalt             | Berlijn - Lehrte                                                                           |
| DB 1961    | Saksen-Anhalt             | Stendal - Uelzen                                                                           |
| DB 6102    | Saksen-Anhalt             | Berlijn - Lehrte                                                                           |
| DB 6103    | Saksen-Anhalt             | Berlijn - Lehrte                                                                           |
| DB 6104    | Saksen-Anhalt             | Berlijn - Lehrte                                                                           |
| DB 6107    | Saksen-Anhalt             | Berlijn - Lehrte                                                                           |
| DB 6108    | Saksen-Anhalt             | Berlijn - Lehrte                                                                           |
| DB 6110    | Saksen-Anhalt             | Potsdam - Eilsleben                                                                        |
| DB 6118    | Saksen-Anhalt             | Berlijn - Blankenheim                                                                      |
| DB 6132    | Saksen-Anhalt             | Berlijn - Halle                                                                            |
| DB 6177    | Saksen-Anhalt             | Potsdam - Eilsleben                                                                        |
| DB 6185    | Saksen-Anhalt             | Berlijn - Oebisfelde                                                                       |
| DB 6207    | Saksen-Anhalt             | Węgliniec - Roßlau                                                                         |
| DB 6343    | Saksen-Anhalt             | Halle - Hann. Münden                                                                       |
| DB 6344    | Saksen-Anhalt             | Halle - Vienenburg                                                                         |
| DB 6399    | Saksen-Anhalt             | Berlijn - Lehrte                                                                           |
| DB 6400    | Saksen-Anhalt             | Eilsleben - Helmstedt                                                                      |
| DB 6401    | Saksen-Anhalt             | Stendal - Wittenberge                                                                      |
| DB 6403    | Saksen-Anhalt             | Maagdenburg - Leipzig                                                                      |
| DB 6404    | Saksen-Anhalt             | Maagdenburg - Halberstadt                                                                  |
| DB 6405    | Saksen-Anhalt             | Wegeleben - Thale                                                                          |
| DB 6425    | Saksen-Anhalt             | Heudeber-Danstedt - Oker                                                                   |
| DB 6427    | Saksen-Anhalt             | Berlijn - Oebisfelde                                                                       |
| DB 6428    | Saksen-Anhalt             | Berlijn - Oebisfelde                                                                       |
| DB 6864    | Saksen-Anhalt             | Blankenburg - Tanne                                                                        |
| DB 6866    | Saksen-Anhalt             | Halberstadt - Blankenburg                                                                  |
| DB 6867    | Saksen-Anhalt             | Blankenburg - Tanne                                                                        |
| DB 6874    | Saksen-Anhalt             | Eilsleben - Schöningen                                                                     |
| DB 6899    | Saksen-Anhalt             | Stendal - Uelzen                                                                           |
|            | Saksen-Anhalt             | Kanonenbahn                                                                                |
| DB 1000    | Sleeswijk-Holstein        | Flensburg - Padborg                                                                        |
| DB 1001    | Sleeswijk-Holstein        | Flensburg-Weiche - Lindholm                                                                |
| DB 1002    | Sleeswijk-Holstein        | Flensburg - Flensburg havens oost                                                          |
| DB 1003    | Sleeswijk-Holstein        | Flensburg - Flensburg havens west                                                          |
| DB 1004    | Sleeswijk-Holstein        | aansluiting Wilhelminental - aansluiting Friedensweg                                       |
| DB 1005    | Sleeswijk-Holstein        | Flensburg - aansluiting Friedensweg                                                        |
| DB 1010    | Sleeswijk-Holstein        | Schleswig - Schleswig Altstadt                                                             |
| DB 1011    | Sleeswijk-Holstein        | Jübek - Husum                                                                              |
| DB 1012    | Sleeswijk-Holstein        | Rendsburg - Husum                                                                          |
| DB 1020    | Sleeswijk-Holstein        | Kiel - Flensburg                                                                           |
| DB 1021    | Sleeswijk-Holstein        | Kiel-Hassee - Kiel West                                                                    |
| DB 1022    | Sleeswijk-Holstein        | Kiel - Osterrönfeld                                                                        |
| DB 1023    | Sleeswijk-Holstein        | Kiel - Neustadt                                                                            |
| DB 1030    | Sleeswijk-Holstein        | Hamburg-Altona - Kiel                                                                      |
| DB 1031    | Sleeswijk-Holstein        | Hamburg-Altona - Kiel                                                                      |
| DB 1032    | Sleeswijk-Holstein        | Hamburg-Altona - Kiel                                                                      |
| DB 1033    | Sleeswijk-Holstein        | Hamburg-Altona - Kiel                                                                      |
| DB 1040    | Sleeswijk-Holstein        | Neumünster - Flensburg                                                                     |
| DB 1041    | Sleeswijk-Holstein        | Neumünster - Ascheberg                                                                     |
| DB 1042    | Sleeswijk-Holstein        | Neumünster - Heide                                                                         |
| DB 1043    | Sleeswijk-Holstein        | Neumünster - Bad Oldesloe                                                                  |
| DB 1100    | Sleeswijk-Holstein        | Lübeck - Puttgarden                                                                        |
| DB 1101    | Sleeswijk-Holstein        | Lübeck - Puttgarden                                                                        |
| DB 1102    | Sleeswijk-Holstein        | Lübeck - Puttgarden                                                                        |
| DB 1103    | Sleeswijk-Holstein        | Fehmarnsund - Orth                                                                         |
| DB 1104    | Sleeswijk-Holstein        | Lübeck - Puttgarden                                                                        |
| DB 1110    | Sleeswijk-Holstein        | Eutin - Bad Schwartau                                                                      |
| DB 1111    | Sleeswijk-Holstein        | Pönitz - Ahrensbök                                                                         |
| DB 1112    | Sleeswijk-Holstein        | Bad Malente-Gremsmühlen - Lütjenburg                                                       |
| DB 1113    | Sleeswijk-Holstein        | Lübeck - Lübeck-Travemünde Strand                                                          |
| DB 1114    | Sleeswijk-Holstein        | Lübeck-Travemünde Hafen - Lübeck-Niendorf                                                  |
| DB 1115    | Sleeswijk-Holstein        | Lübeck - Lübeck-Travemünde Strand                                                          |
| DB 1116    | Sleeswijk-Holstein        | Lübeck - Lübeck-Travemünde Strand                                                          |
| DB 1117    | Sleeswijk-Holstein        | Lübeck - Lübeck-Travemünde Strand                                                          |
| DB 1120    | Sleeswijk-Holstein        | Lübeck - Hamburg                                                                           |
| DB 1121    | Sleeswijk-Holstein        | Lübeck - Büchen                                                                            |
| DB 1122    | Sleeswijk-Holstein        | Lübeck - Strasburg                                                                         |
| DB 1130    | Sleeswijk-Holstein        | Lübeck Hafen - Lübeck Hauptgüterbahnhof                                                    |
| DB 1131    | Sleeswijk-Holstein        | aansluiting Strecknitz - Lübeck-Schlutup                                                   |
| DB 1132    | Sleeswijk-Holstein        | aansluiting Strecknitz - Lübeck-Schlutup                                                   |
| DB 1133    | Sleeswijk-Holstein        | aansluiting Strecknitz - Lübeck-Schlutup                                                   |
| DB 1134    | Sleeswijk-Holstein        | Lübeck Hauptgüterbahnhof - Lübeck-Genin                                                    |
| DB 1135    | Sleeswijk-Holstein        | Lübeck - Strasburg                                                                         |
| DB 1136    | Sleeswijk-Holstein        | Lübeck Hauptgüterbahnhof - Lübeck-Genin                                                    |
| DB 1137    | Sleeswijk-Holstein        | aansluiting Brandenbaum - Lübeck Konstinbahnhof                                            |
| DB 1140    | Sleeswijk-Holstein        | Berlijn - Hamburg                                                                          |
| DB 1141    | Sleeswijk-Holstein        | Schwarzenbek - Bad Oldesloe                                                                |
| DB 1142    | Sleeswijk-Holstein        | Hollenbek - Mölln                                                                          |
| DB 1150    | Sleeswijk-Holstein        | Lüneburg - Büchen                                                                          |
| DB 1201    | Sleeswijk-Holstein        | Niebüll - Tønder                                                                           |
| DB 1203    | Sleeswijk-Holstein        | Husum Nord - Husum Außenhafen                                                              |
| DB 1204    | Sleeswijk-Holstein        | Husum - Tönning                                                                            |
| DB 1205    | Sleeswijk-Holstein        | Tönning - Bad St Peter-Ording                                                              |
| DB 1206    | Sleeswijk-Holstein        | Heide - Büsum                                                                              |
| DB 1207    | Sleeswijk-Holstein        | Heide - Karolinenkoog                                                                      |
| DB 1208    | Sleeswijk-Holstein        | Husum - Flensburg                                                                          |
| DB 1209    | Sleeswijk-Holstein        | Bredstedt - Löwenstedt                                                                     |
| DB 1210    | Sleeswijk-Holstein        | Elmshorn - Westerland                                                                      |
| DB 1211    | Sleeswijk-Holstein        | Elmshorn - Westerland                                                                      |
| DB 1212    | Sleeswijk-Holstein        | Elmshorn - Elmshorn Hafen                                                                  |
| DB 1213    | Sleeswijk-Holstein        | Glückstadt - Glückstadt Hafen                                                              |
| DB 1214    | Sleeswijk-Holstein        | Wilster - Brunsbüttel                                                                      |
| DB 1215    | Sleeswijk-Holstein        | St Michaelisdonn - Brunsbüttel Nord                                                        |
| DB 1216    | Sleeswijk-Holstein        | St Michaelisdonn - Marne                                                                   |
| DB 1217    | Sleeswijk-Holstein        | aansluiting Marne - Friedrichskoog III                                                     |
| DB 1218    | Sleeswijk-Holstein        | Alsen - Lägerdorf                                                                          |
| DB 1219    | Sleeswijk-Holstein        | Kronprinzenkoog - Neufelderkoog II                                                         |
| DB 1220    | Sleeswijk-Holstein        | Hamburg-Altona - Kiel                                                                      |
| DB 1221    | Sleeswijk-Holstein        | Wrist - Itzehoe                                                                            |
| DB 1225    | Sleeswijk-Holstein        | Hamburg Holstenstraße - Pinneberg                                                          |
| DB 1226    | Sleeswijk-Holstein        | Hamburg-Blankenese - Wedel                                                                 |
| DB 1230    | Sleeswijk-Holstein        | Hamburg-Altona - Kiel                                                                      |
| DB 1231    | Sleeswijk-Holstein        | Hamburg-Altona - Kiel                                                                      |
| DB 1232    | Sleeswijk-Holstein        | Hamburg-Altona - Kiel                                                                      |
| DB 1233    | Sleeswijk-Holstein        | Hamburg-Altona - Kiel                                                                      |
| DB 1242    | Sleeswijk-Holstein        | Lübeck - Hamburg                                                                           |
| DB 1244    | Sleeswijk-Holstein        | Hamburg Hauptbahnhof - Aumühle                                                             |
| DB 1245    | Sleeswijk-Holstein        | Berlijn - Hamburg                                                                          |
| DB 1247    | Sleeswijk-Holstein        | Hamburg-Ohlsdorf - Hamburg-Ochsenzoll                                                      |
| DB 1291    | Sleeswijk-Holstein        | Berlijn - Hamburg                                                                          |
| DB 6097    | Sleeswijk-Holstein        | Berlijn - Hamburg                                                                          |
| DB 6098    | Sleeswijk-Holstein        | Berlijn - Hamburg                                                                          |
| DB 6099    | Sleeswijk-Holstein        | Berlijn - Hamburg                                                                          |
| DB 6100    | Sleeswijk-Holstein        | Berlijn - Hamburg                                                                          |
| DB 6101    | Sleeswijk-Holstein        | Berlijn - Hamburg                                                                          |
| DB 6106    | Sleeswijk-Holstein        | Berlijn - Hamburg                                                                          |
| DB 6927    | Sleeswijk-Holstein        | Lübeck - Strasburg                                                                         |
| DB 9100    | Sleeswijk-Holstein        | Niebüll - Dagebüll                                                                         |
| DB 9126    | Sleeswijk-Holstein        | Tornesch - Uetersen                                                                        |
|            | Sleeswijk-Holstein        | Fredericia - Padborg                                                                       |
| DB 1810    | Thüringen                 | Northeim - Nordhausen                                                                      |
| DB 1811    | Thüringen                 | Wulften - Leinefelde                                                                       |
| DB 1814    | Thüringen                 | Bleicherode Ost - Herzberg                                                                 |
| DB 5010    | Thüringen                 | Hochstadt-Marktzeuln - Saalfeld                                                            |
| DB 6294    | Thüringen                 | Förtha - Gerstungen                                                                        |
| DB 6296    | Thüringen                 | Gotha - Leinefelde                                                                         |
| DB 6304    | Thüringen                 | Großheringen - Saalfeld                                                                    |
| DB 6305    | Thüringen                 | Großheringen - Saalfeld                                                                    |
| DB 6343    | Thüringen                 | Halle - Hann. Münden                                                                       |
| DB 6362    | Thüringen                 | Leipzig - Hof                                                                              |
| DB 6690    | Thüringen                 | Rottenbach - Katzhütte                                                                     |
| DB 6691    | Thüringen                 | Obstfelderschmiede - Cursdorf                                                              |
| DB 6717    | Thüringen                 | Bleicherode Ost - Herzberg                                                                 |
|            | Thüringen                 | Kanonenbahn                                                                                |